# Kiribati
Kiribati (pronunciado en gilbertés /kíribas/), oficialmente la República de Kiribati (en inglés: Republic of Kiribati; en gilbertés: Ribaberikin Kiribati /ribaberikin kíribas/), es un archipiélago y país insular ubicado en la zona central oeste del océano Pacífico, al noreste de Australia. Está integrada por un grupo de 33 atolones coralinos y la isla volcánica de Banaba diseminados en un área de más de tres millones de kilómetros cuadrados. Entre ellos destaca Kiritimati (Isla Christmas), el atolón más grande del mundo y primer lugar poblado del planeta en dar la vuelta al calendario cada año. Alcanzó su independencia en 1979 y se convirtió en miembro pleno de la ONU en 1999. Su capital y ciudad más poblada es Tarawa Sur.
Actualmente, debido a su baja altitud media, Kiribati sería uno de los primeros países que desaparecería debido al aumento del nivel del mar a consecuencia del cambio climático. Aunque a tenor de las mediciones realizadas sobre la vecina isla de Tuvalu dichas predicciones de hundimiento no se estarían cumpliendo, existen planes para trasladar a los habitantes a países aledaños como Australia y Nueva Zelanda.

## Etimología
El archipiélago fue renombrado a partir del francés «îles Gilbert» (Islas Gilbert) por los capitanes Krusenstern y Louis Isidore Duperrey, en honor al capitán británico Thomas Gilbert, quien cruzó el archipiélago en 1788. El nombre actual, Kiribati, es una adaptación de Gilberts, el antiguo nombre europeo para el archipiélago. Aunque en el hoy conocido como gilbertés, expresión colonial para el idioma nativo, la denominación para las Islas Gilbert es Tungaru, la nueva república escogió el nombre Kiribati para sí, como un reconocimiento de inclusión de aquellas islas que nunca fueron consideradas parte del archipiélago Gilbert.

## Historia

### Época antigua
El territorio ahora llamado Kiribati fue poblado por un grupo étnico de Micronesia que habló el mismo idioma oceánico durante más de 3000 años antes de entrar en contacto con los europeos. La zona no estaba aislada; invasores de Tonga, Samoa y Fiyi introdujeron aspectos de la cultura polinesia y melanesia. Los matrimonios entre pueblos tendieron a difuminar las diferencias culturales y dieron lugar a un importante grado de homogeneización cultural.

### Época colonial
Las islas fueron conquistadas por navíos españoles a principios del siglo XVI. Entre 1528-1707 las islas fueron exploradas por los navíos comandados por dos portugueses y un español: Fernando de Magallanes, Pedro Fernández de Quirós y Álvaro de Saavedra Cerón (el dominio español fue de 1528 a 1885). En 1820, las islas fueron renombradas islas Gilbert por el almirante ruso Adam Johann von Krusenstern, en honor al capitán británico Thomas Gilbert, quien cruzó el archipiélago en 1788 ("Kiribati" es la pronunciación local al modo posesivo de "Gilbert" [Gilbert's]). El primer asentamiento colonial inglés se fundó en 1837. Desde 1892, las Islas Gilbert fueron un protectorado británico junto con las cercanas Islas Ellice, situadas más al sur. Ambos archipiélagos se convirtieron en colonias en 1916. El atolón Kiritimati (Christmas) formó parte de la colonia en 1919 y las Islas Fénix se añadieron en 1937.

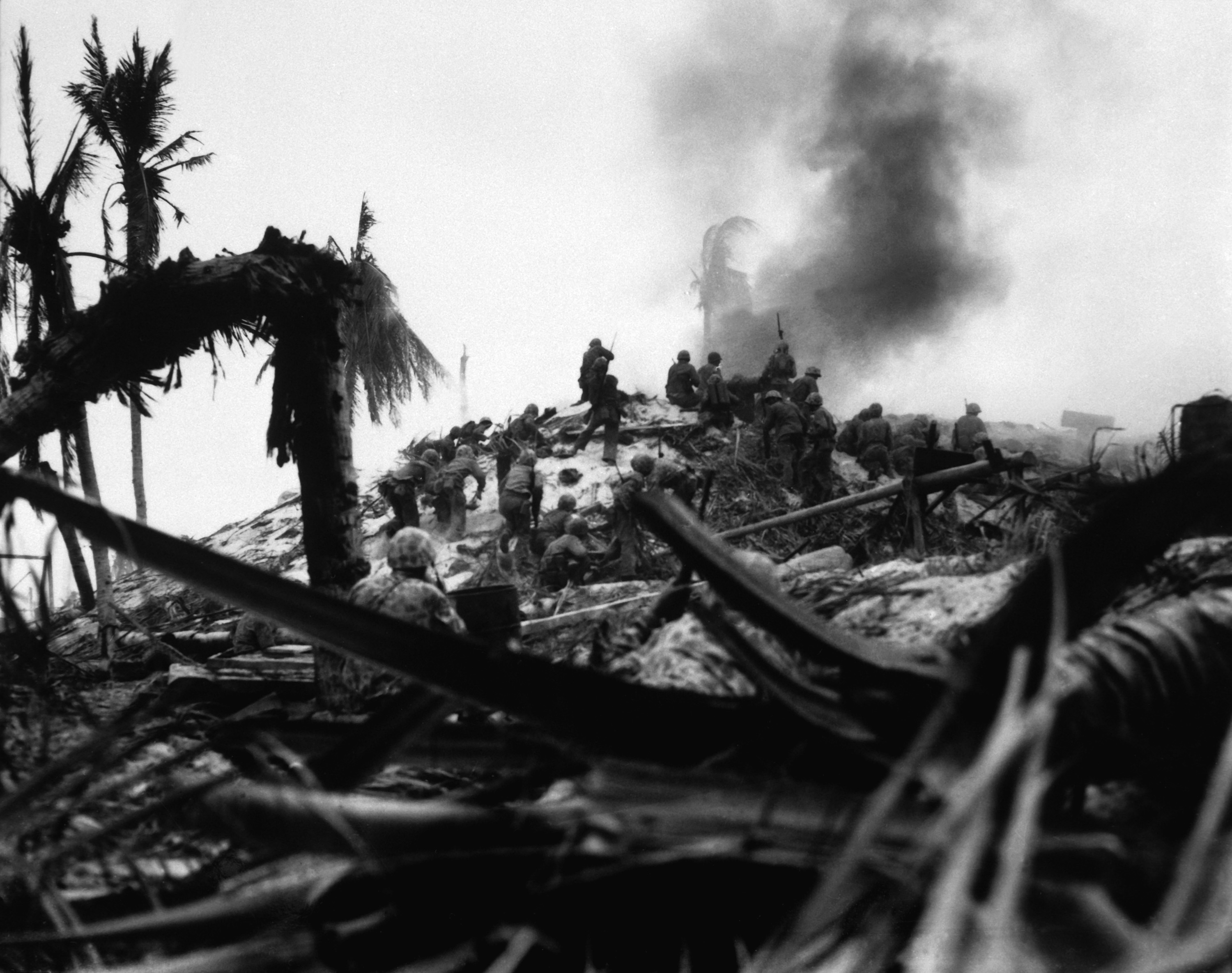
Asalto de marines estadounidenses a un búnker japonés durante la Batalla de Tarawa en noviembre de 1943.

Tarawa y otras islas del grupo Gilbert fueron ocupadas por Japón en la II Guerra Mundial. Tarawa fue el lugar donde se desarrolló una de las batallas más sangrientas en la historia del Cuerpo de Marines de Estados Unidos. Los Marines desembarcaron el 20 de noviembre de 1943, la batalla de Tarawa se luchó en la capital de Kiribati: Bairiki, en el atolón de Tarawa. En la década de los 50, la isla de Christmas fue el escenario de tres grandes pruebas nucleares del gobierno británico.

### Independencia
Las Islas Gilbert y Ellice alcanzaron la autonomía en 1971 y se separaron en 1975. Siete años después, en 1978, las Ellice proclamaron su independencia con el nombre de República de Tuvalu, mientras que las Gilbert esperaron un año más y se convirtieron en un Estado independiente el 10 de abril de 1979. Desde ese momento, Estados Unidos dejó de reclamar las Islas Fénix, un archipiélago del Pacífico al sudeste de las islas Gilbert y otras tres islas de esta misma zona. Todas ellas se convirtieron desde entonces en parte del territorio de Kiribati. Estas separaciones estuvieron amparadas en las diferencias étnicas y culturales de los habitantes con respecto a los kiribatianos.

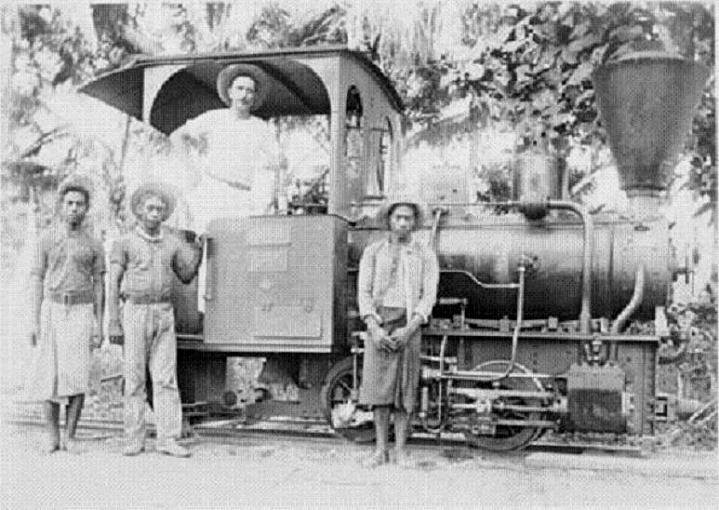
La antigua locomotora Florence (1907) en la Isla Banana

En la década de 1980, la superpoblación era un problema muy grave: en 1988 se anunció que 4700 residentes del grupo principal de islas serían reubicados en islas menos pobladas. Por esos años, Kiribati fue señalado por la ONU como uno de los países más pobres del mundo; esto precipitó la llegada de recursos humanitarios desde varios países. Otro informe de la ONU de 1989 demostró que Kiribati sería uno de los primeros países en desaparecer como consecuencia de la elevación del nivel del mar por causa del calentamiento global.
En 1994, Teburoro Tito fue elegido presidente. En 1995, hubo un movimiento con el objetivo de desplazar la Línea internacional de cambio de fecha hacia el este para que las islas de la República de Kiribati no estuvieran más divididas por esta línea imaginaria, que en ese momento generaba controversia. El movimiento, que cumplió con una de las promesas de la campaña del presidente Tito, tenía las intenciones de que Kiribati fuera el primer país en ver el amanecer el 1 de enero de 2000 y recibir la fecha para comenzar el III milenio, un evento de gran importancia para el turismo. Tito fue reelegido en 1998. En 1999, Kiribati comenzó a formar parte de la ONU.
En 2002, en Kiribati se produjo una polémica debido a una ley para cerrar todos los periódicos. La legislación provocó la creación del primer periódico no-gubernamental. Tito fue reelegido en 2003 pero, en marzo, fue destituido de su cargo por una moción de censura y reemplazado por un Consejo de Estado. En julio de ese mismo año, Anote Tong del partido opositor Boutokaan Te Koaua, fue elegido para suceder a Tito.
En las Elecciones parlamentarias de Kiribati de 2015-2016 la alianza Pilares de la Verdad obtuvo la mayoría en el parlamento del país.

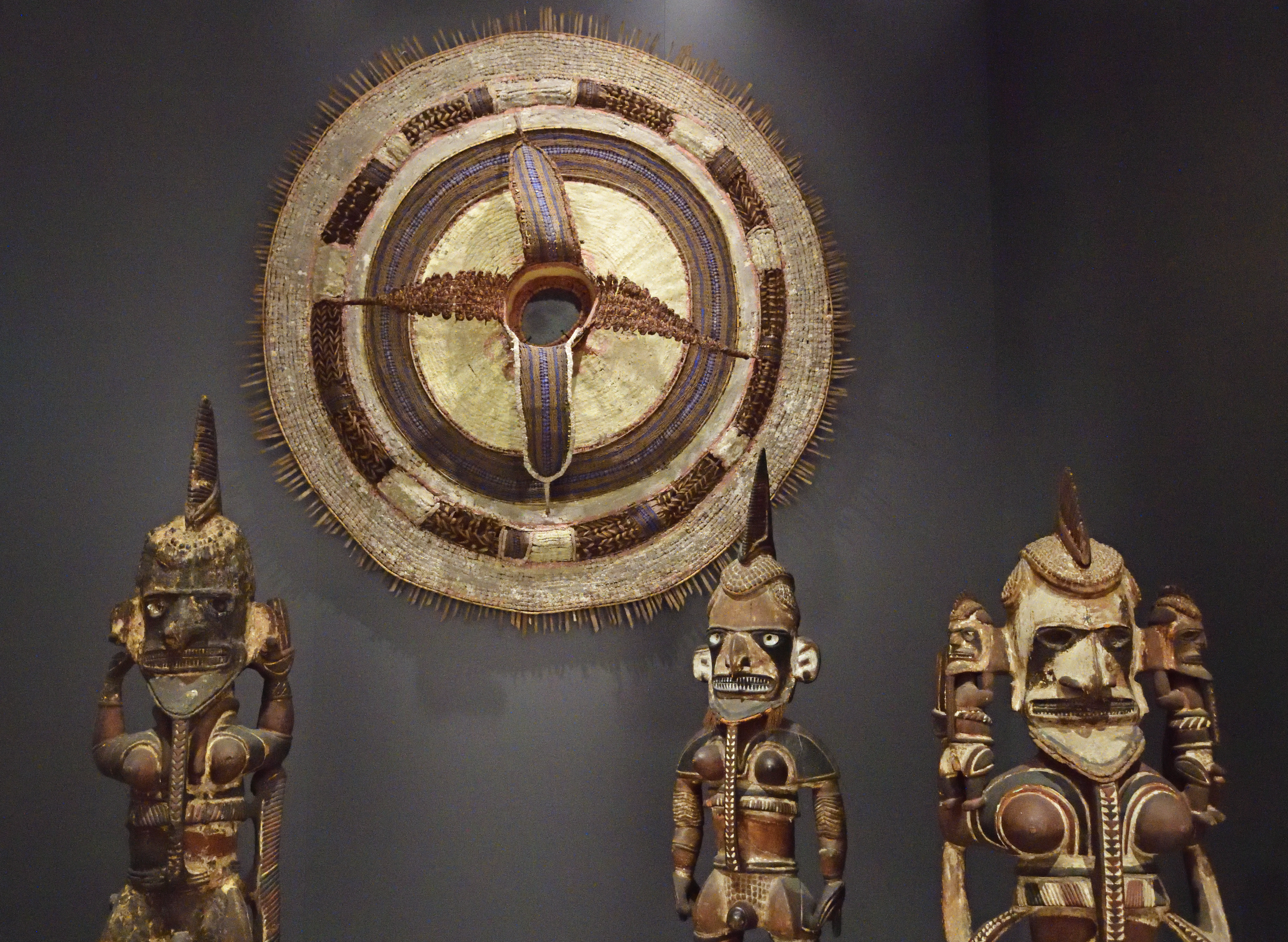
Figuras y arte tradicional de Kiribati

### Crisis Política
Se inició una crisis constitucional en Kiribati cuando el Gabinete de Kiribati suspendió a dos de sus jueces del Tribunal Superior. El juez del Tribunal Supremo David Lambourne fue suspendido en mayo de 2022, mientras que el presidente del Tribunal Supremo Bill Hastings fue suspendido el 30 de junio de 2022, ambos por acusaciones de mala conducta. Una sentencia del Tribunal de Apelación confirmó una sentencia anterior del presidente del Tribunal Supremo Hastings, según la cual el Gobierno había actuado de forma inconstitucional al no permitir que David Lambourne reanudara sus funciones como juez del Tribunal Supremo, y anuló el posterior intento de deportación de Lambourne. En respuesta, el gobierno suspendió a todos los jueces del Tribunal de Apelación de Kiribati el 6 de septiembre de 2022.
Las acciones del gobierno suscitaron la condena de organismos jurídicos y consejos legales de Australia, Nueva Zelanda y la Commonwealth, mientras que dos expresidentes de Kiribati las calificaron de inconstitucionales. El gobierno reiteró que sus acciones eran constitucionales, citando el artículo 93 (4) de la Constitución, que establece un control y equilibrio para que el gobierno evite que el poder judicial adquiera demasiado poder. La oposición presentó una moción de censura en septiembre de 2022, pero el gobierno la bloqueó.
En octubre de 2022, el presidente de Kiribati nombró al fiscal general Tetiro Semilota presidente interino del Tribunal Supremo, el primer kiribatiano de origen kiribatí y la primera mujer en ocupar el cargo, aunque de forma interina mientras el presidente Hastings permanecía suspendido. Su nombramiento suscitó una nueva polémica, ya que el Relator Especial de las Naciones Unidas sobre la independencia de los magistrados y abogados calificó el nombramiento de "preocupante" y de conflicto de intereses. No obstante, el nombramiento fue recibido con elogios y felicitaciones por parte del Presidente de Kiribati que la nombró, de la sociedad jurídica del país y también de algunos de sus ciudadanos.

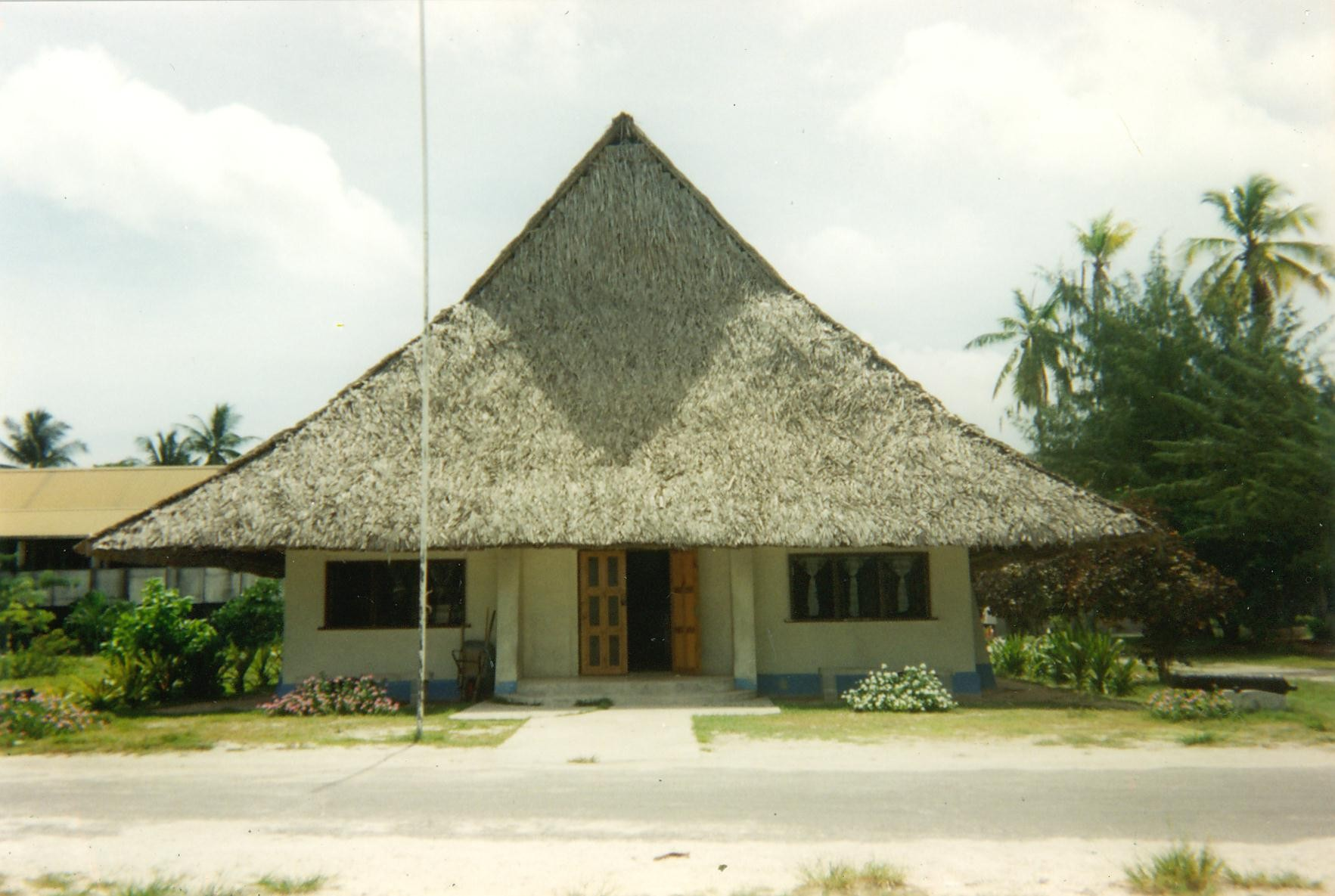
La antigua Cámara de la Asamblea (House of Assembly), en Bairiki

En febrero de 2020, David Lambourne salió de Kiribati para asistir a una conferencia en Australia, pero se quedó varado debido a la pandemia de COVID-19. El gobierno de Kiribati intentó entonces impedir que Lambourne reanudara su trabajo en Tarawa, suspendiéndole el sueldo, negándose a expedirle un permiso de trabajo en curso y no permitiéndole embarcar en varios vuelos de repatriación. El 11 de noviembre de 2021, un fallo judicial del presidente del Tribunal Supremo, Bill Hastings, anuló las medidas del gobierno, declarándolas inconstitucionales. En respuesta, la fiscal general, Tetiro Semilota, reiteró la decisión de su gobierno de destituir a Lambourne. El 1 de agosto de 2022, Lambourne regresó con un visado de viaje con su familia de Kiribati y su esposa Tessie Lambourne, que actualmente es la líder de la oposición.
En mayo de 2022, el juez del Tribunal Supremo David Lambourne fue suspendido por presunta mala conducta. En respuesta, presentó un recurso de apelación ante el juez Bill Hastings el 30 de junio de 2022. Sin embargo, en lugar de escuchar el caso, Hastings leyó una carta del gobierno de Kiribati en la que se le comunicaba que él también había sido suspendido con "efecto inmediato".
El 11 de agosto de 2022, la crisis se intensificó cuando el gobierno intentó deportar a Lambourne a pesar de que el Tribunal de Apelación de Kiribati había ordenado que no se le expulsara del país. El gobierno afirmó que Lambourne había "incumplido las condiciones de su visado de visitante y suponía un riesgo para la seguridad". La deportación provocó un enfrentamiento de tres horas entre funcionarios de Inmigración y un piloto de Fiji Airways que se negó a embarcar a Lambourne en contra de su voluntad.
Lambourne calificó estas acciones de "orden ilegal de expulsarme en contra de la orden del Tribunal de Apelación" y añadió que el intento de deportación era político.
El 12 de agosto de 2022, el Tribunal de Apelación, en una vista urgente, calificó las acciones del gobierno de "inaceptables y con riesgo de poner al Fiscal General y a las personas directamente implicadas en desacato al tribunal". Un fiscal general adjunto compareció ante el tribunal en nombre del fiscal general afirmando que Lambourne "no podía residir en su casa porque su esposa Tessie Lambourne es la líder de la oposición y que hay partidarios que visitan su casa". Dijo que "una vez que metiéramos al Sr. Lambourne en la casa, pasaría algo". El representante negó rotundamente que la acción del gobierno fuera política.

## Actualidad
El archipiélago corre el riesgo de desaparecer debido a la subida del nivel del océano Pacífico provocado por el cambio climático. El presidente durante el período 2003 y 2016, Anote Tong anunció que las islas desaparecerán y realizó una gira internacional para encontrar una patria de adopción para sus connacionales, hasta ahora solo respondida por Nueva Zelanda. En marzo de 2012 se planteó al parlamento la compra de terrenos a Fiyi para trasladar a toda la población debido al aumento del nivel del mar y a la mayor frecuencia de desastres naturales como huracanes y lluvias torrenciales.
El aumento del nivel del mar afecta a las islas que están a solo tres metros sobre el nivel del mar, causando erosión y amenazando a las casas. La salinización del agua, la sequía y la escasez de agua potable también son problemas. La reducción de la tierra amenaza los cultivos y la pesca. La población está cambiando su dieta hacia alimentos importados, lo que contribuye a la inseguridad alimentaria y problemas de salud, como la obesidad.

## Gobierno y política

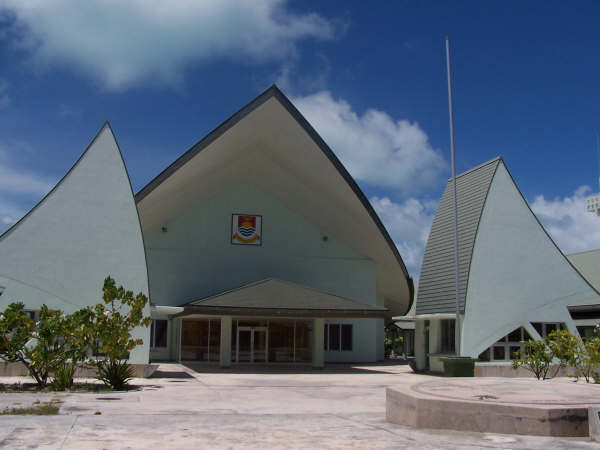
Parlamento de Kiribati.

La política de Kiribati se basa en el sistema presidencial democrático parlamentario republicano, donde el presidente (llamado Beretitenti) es la cabeza de gobierno, enmarcado en un Sistema multipartidista y elegido por voto popular directo.
El poder ejecutivo es ejercido por el Presidente de la República, un vicepresidente y el gabinete de ministros.
El poder legislativo lo ejerce la Cámara de la Asamblea (Maneaba ni Maungatabu), 45 miembros, de los cuales 44 son elegidos por un período de cuatro años en 23 distritos electorales, mientras que el restante es un delegado no electo de la comunidad de kiribatianos de Banaba en la isla Rabi de Fiyi.
El Poder Judicial es independiente del Ejecutivo y del Legislativo y está conformado por la Corte Suprema y las cortes menores.
El Gobierno de Kiribati se regula según la Constitución Nacional vigente, promulgada el 12 de julio de 1979.

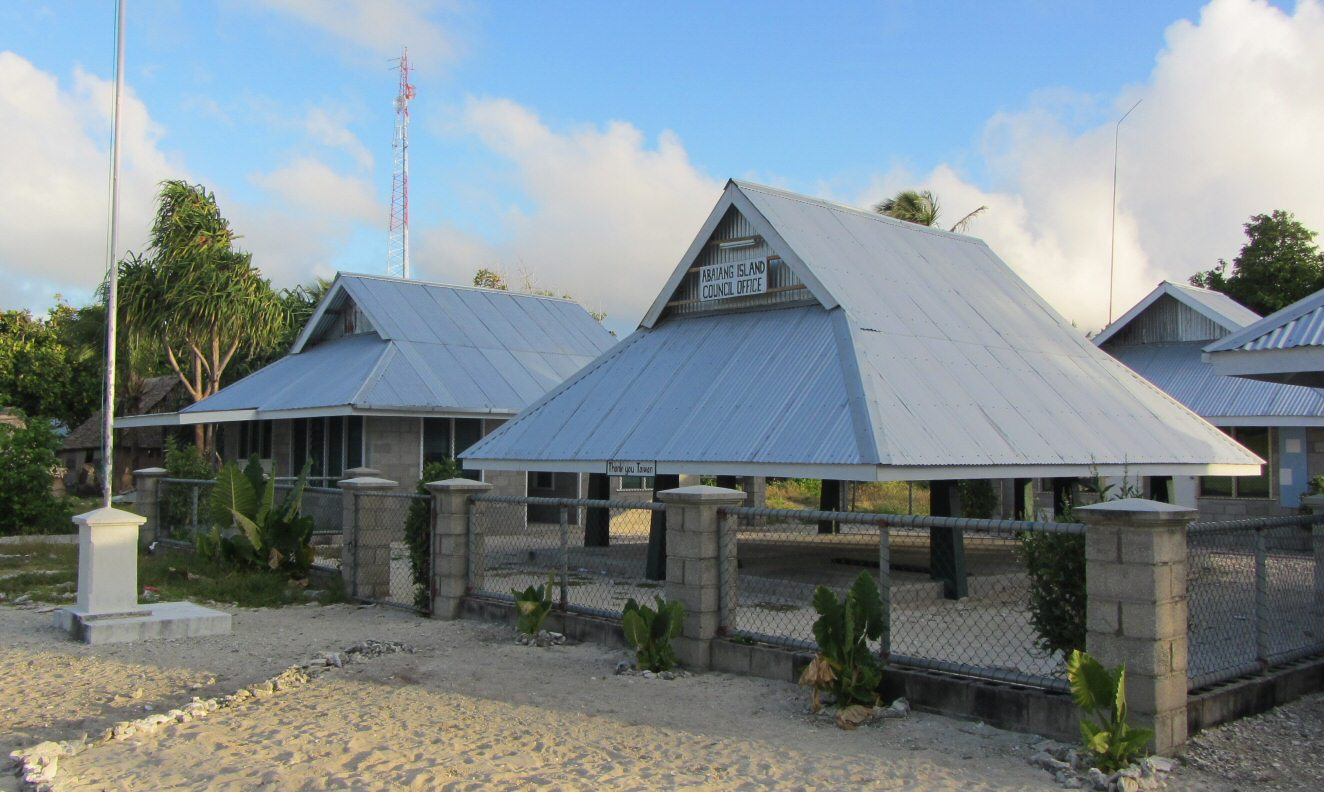
Consejo insular de la Isla de Abaiang

### Política Exterior
Kiribati mantiene estrechas relaciones con sus vecinos del Pacífico, Australia, Nueva Zelanda, Japón y Fiyi. Los tres primeros proporcionan la mayor parte de la ayuda exterior del país. Taiwán y Japón también tienen licencias por un periodo determinado para pescar en aguas de Kiribati. Hay tres misiones diplomáticas residentes con sede en Tarawa del Sur: las embajadas de la República de China (Taiwán) hasta 2019, sustituida por la de la República Popular China en 2020, y los altos comisionados de Australia y Nueva Zelanda. En 2023 se abrió una embajada estadounidense.
En noviembre de 1999, Kiribati accedió a que la Agencia Nacional de Desarrollo Espacial de Japón arrendara durante 20 años terrenos en Kiritimati (antigua isla de Navidad) para construir un puerto espacial. El acuerdo estipulaba que Japón pagaría 840.000 dólares al año y también se haría cargo de los daños causados a las carreteras y al medio ambiente. En Kiritimati funciona una estación de seguimiento de rango inferior construida por Japón[70] y se designó un aeródromo abandonado de la isla como pista de aterrizaje para una lanzadera espacial no tripulada reutilizable propuesta, denominada HOPE-X. Sin embargo, Japón canceló el proyecto HOPE-X en 2003.

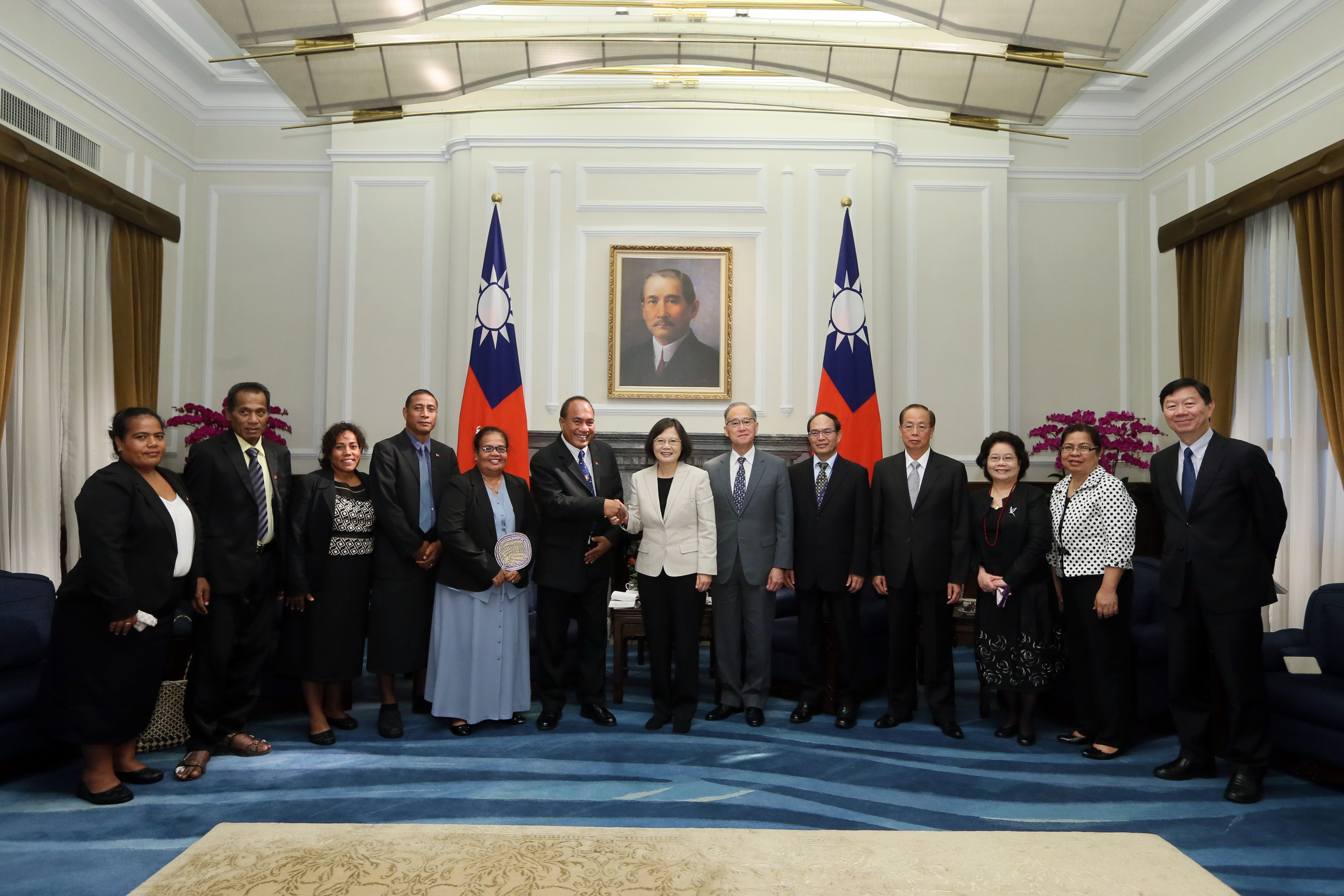
El presidente de Kiribati, Taneti Maamau con la presidenta de Taiwán, Tsai Ing-wen, el 23 de mayo de 2016.

Como una de las naciones más vulnerables del mundo a los efectos del calentamiento global, Kiribati ha participado activamente en los esfuerzos diplomáticos internacionales relacionados con el cambio climático, sobre todo en las conferencias de las partes (COP) de la CMNUCC. Kiribati es miembro de la Alianza de Pequeños Estados Insulares (AOSIS), una organización intergubernamental de países costeros de baja altitud y pequeños Estados insulares. Creada en 1990, el principal objetivo de la alianza es consolidar las voces de los Pequeños Estados Insulares en Desarrollo (PEID) para hacer frente al calentamiento global. La AOSIS ha sido muy activa desde su creación, presentando el primer borrador de texto en las negociaciones del Protocolo de Kioto ya en 1994.
En 2009, el Presidente Tong asistió al Foro sobre Vulnerabilidad Climática (V11) en las Maldivas, con otros 10 países vulnerables al cambio climático, y firmó la declaración de la Isla de Bandos el 10 de noviembre de 2009, comprometiéndose a mostrar liderazgo moral y a comenzar a ecologizar sus economías comprometiéndose voluntariamente a alcanzar la neutralidad de carbono.
En noviembre de 2010, Kiribati acogió la Conferencia sobre el Cambio Climático de Tarawa (TCCC, por sus siglas en inglés) para apoyar la iniciativa del presidente de Kiribati de celebrar un foro consultivo entre Estados vulnerables y sus socios. La conferencia trató de crear un entorno propicio para las negociaciones multipartitas bajo los auspicios de la CMNUCC. La conferencia fue un evento sucesor del Foro sobre Vulnerabilidad Climática. El objetivo último de la TCCC era reducir el número y la intensidad de las líneas divisorias entre las partes en el proceso de la COP, explorar elementos de acuerdo entre las partes y apoyar así la contribución de Kiribati y otras partes a la COP16 celebrada en Cancún (México) del 29 de noviembre al 10 de diciembre de 2010.

En 2013, el presidente Tong habló del aumento del nivel del mar inducido por el cambio climático como algo "inevitable". "Para que nuestra gente sobreviva, tendrá que emigrar. Podemos esperar a que llegue el momento en que tengamos que trasladar a la gente en masa o podemos prepararla, empezando desde ahora..." En Nueva York en 2014, según The New Yorker, el presidente Tong declaró a The New York Times que "según las proyecciones, dentro de este siglo, el agua será más alta que el punto más alto de nuestras tierras" En 2014, el presidente Tong finalizó la compra de una extensión de 20 km² (7,7 millas cuadradas) de tierra en Vanua Levu, una de las islas más grandes de Fiyi, a 2.000 km de distancia. Una medida que Tong describió como una "necesidad absoluta" en caso de que la nación quedara completamente sumergida bajo las aguas.

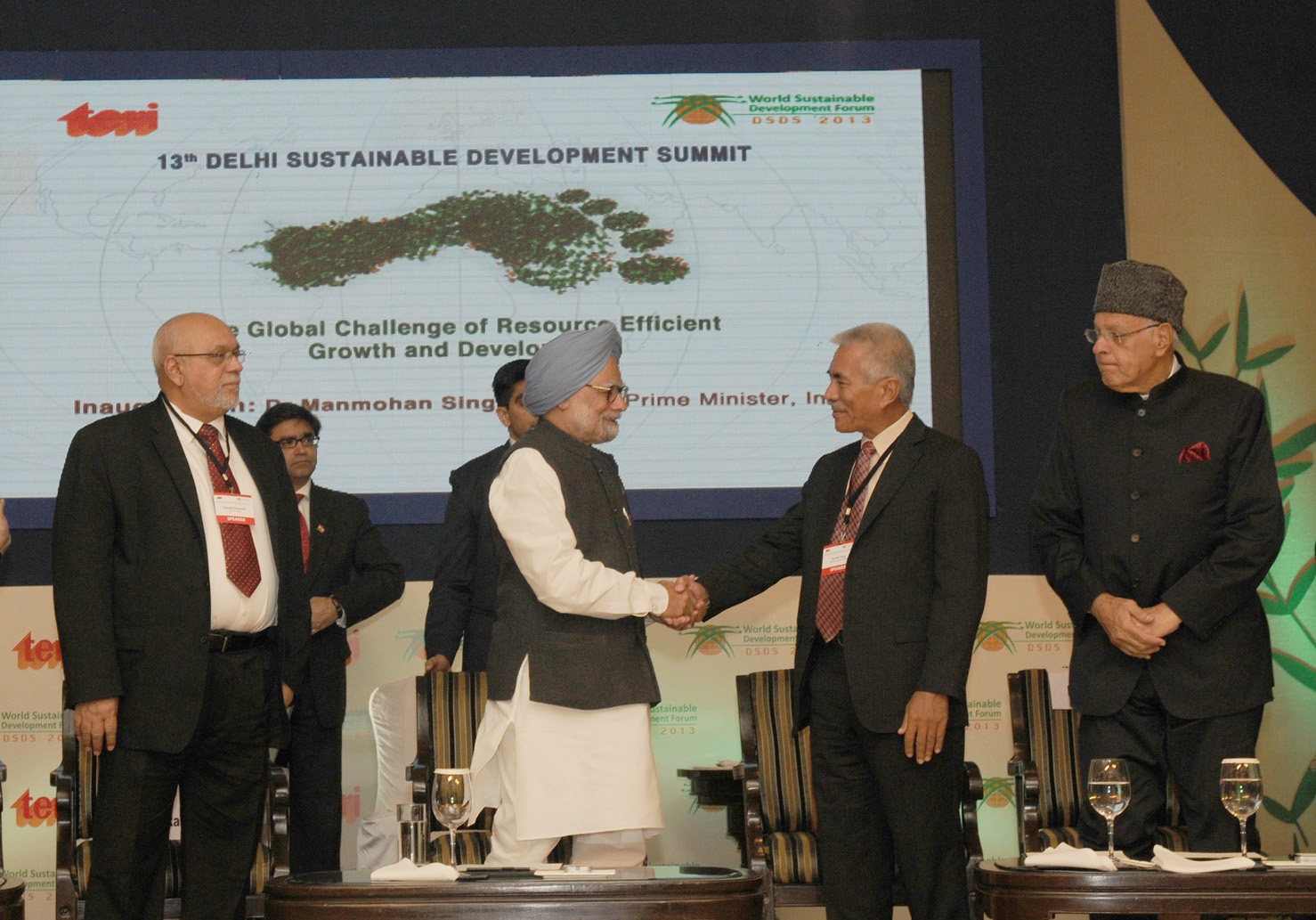
El primer ministro de la India, Dr. Manmohan Singh estrechando la mano del Presidente de Kiribati, Anote Tong en 2013

En 2013, se llamó la atención sobre la reclamación de un hombre de Kiribati de ser un "refugiado del cambio climático" en virtud de la Convención sobre el Estatuto de los Refugiados (1951) Sin embargo, el Tribunal Superior de Nueva Zelanda determinó que esta reclamación era insostenible El Tribunal de Apelación de Nueva Zelanda también rechazó la reclamación en una decisión de 2014. En una nueva apelación, el Tribunal Supremo de Nueva Zelanda confirmó las anteriores sentencias adversas contra la solicitud del estatuto de refugiado, pero rechazó la proposición de "que la degradación medioambiental resultante del cambio climático u otros desastres naturales nunca podría crear una vía hacia la Convención sobre los Refugiados o la jurisdicción de las personas protegidas". En 2017, Kiribati firmó el tratado de la ONU sobre la Prohibición de las Armas Nucleares.
El 20 de septiembre de 2019, el gobierno de Kiribati restableció su relación diplomática con la República Popular China y, simultáneamente, interrumpió su relación diplomática con Taiwán. China ofreció un avión 737 y transbordadores a Kiribati por la decisión, según el ministro de Asuntos Exteriores de Taiwán, Joseph Wu.

### Sistema Judicial
El Poder Judicial de Kiribati es la rama del estado de Kiribati que interpreta y aplica las leyes del país. Además de la Constitución de Kiribati y el corpus legislativo, las leyes de Kiribati incluyen el derecho consuetudinario, que los tribunales deben tener en cuenta al examinar determinadas cuestiones en procedimientos penales y civiles.

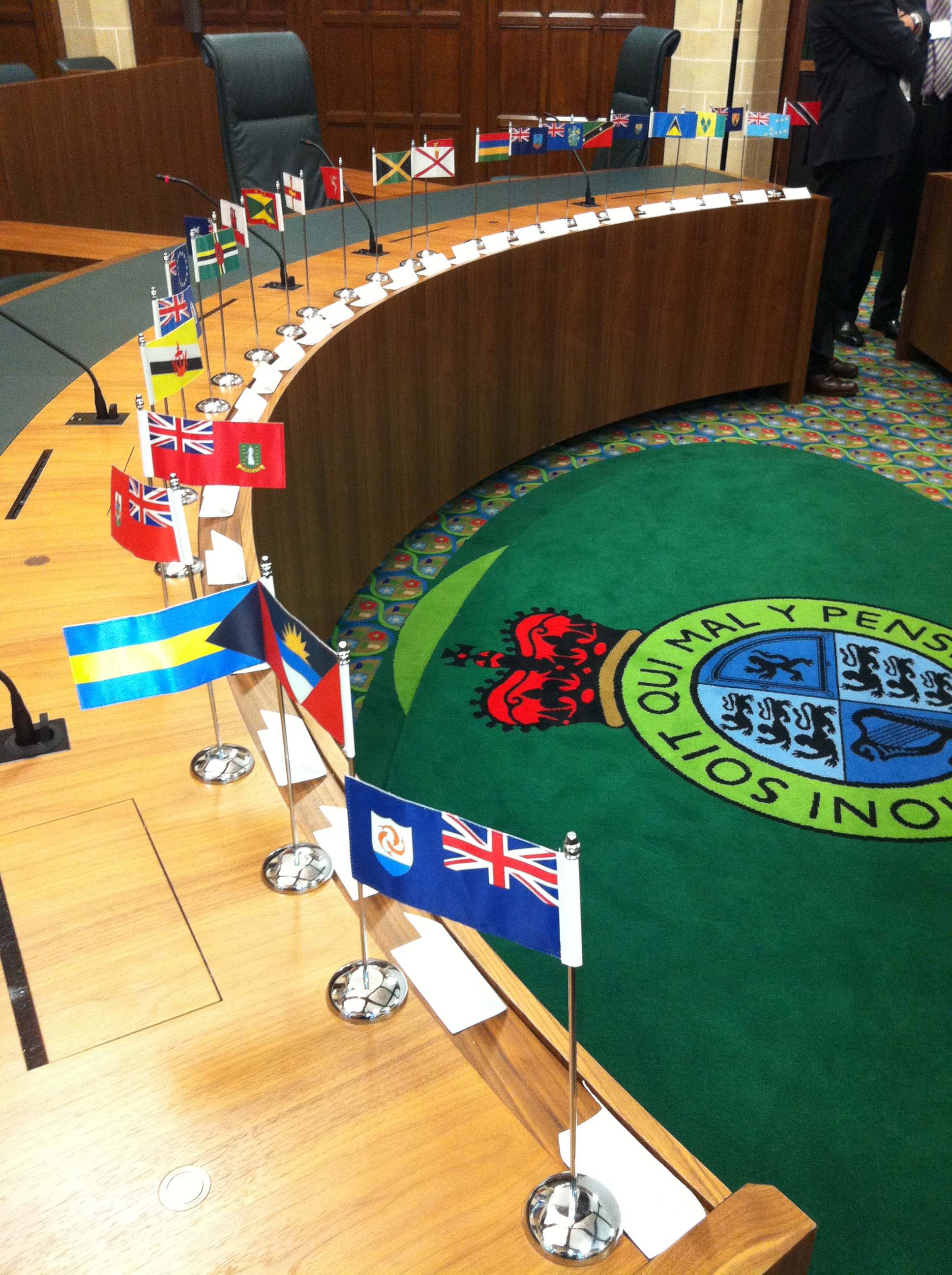
Sala 3 del Comité Judicial del Consejo Privado en el Tribunal Supremo del Reino Unido que incluye representación de Kiribati

Veinticuatro tribunales de magistrados, compuestos por magistrados y un secretario, se ocupan de casos civiles, penales y de tierras de menor gravedad a nivel de distrito Los tribunales de magistrados son tribunales de distrito de jurisdicción sumaria y fueron formalmente establecidos por la Ordenanza de Tribunales de Magistrados de 1977. Por defecto están compuestos por tres magistrados nombrados por el ministro de Justicia a recomendación del presidente de la Corte Suprema, sin embargo, el presidente de la Corte suprema puede establecer unidades de un solo magistrado, de las cuales actualmente hay once operando en las islas de Tarawa Sur y Kiritimati.
El Tribunal Superior conoce de los asuntos civiles y penales más graves que le son recurridos por los tribunales de magistrados. Junto con el Tribunal de Apelación, está constitucionalmente establecido como el tribunal superior de Kiribati. Las apelaciones relacionadas con tierras, divorcios y herencias son tratadas por la División de Tierras del Tribunal Superior. Antes de 2014 solo había un juez en el Tribunal Superior, pero ese año se nombró un segundo juez puisne. El presidente del Tribunal Supremo de Kiribati es el máximo responsable del poder judicial en Kiribati y es nombrado por el presidente de Kiribati con el asesoramiento del Gabinete y en consulta con la Comisión de la Función Pública. Los jueces adicionales son nombrados por el presidente con el asesoramiento del presidente del Tribunal Supremo en consulta con la Comisión de la Función pública. Sólo una persona que haya ocupado el cargo de juez (en cualquier país) o que haya estado cualificado para ejercer la abogacía durante al menos cinco años es elegible para ser nombrado para el Alto Tribunal.
El Tribunal de Apelación de Kiribati conoce de los recursos interpuestos por el Tribunal Superior. El tribunal está compuesto por el presidente del Tribunal Supremo y otros jueces del Tribunal Supremo, y otros jueces nombrados por el presidente, con el asesoramiento del presidente del Tribunal Supremo, reunido con la Comisión de la Función Pública. Los jueces nombrados para el tribunal, además de los jueces del Tribunal Supremo, pueden formar parte del Tribunal de Apelación por un período determinado o para causas o asuntos concretos. El presidente elige qué juez ocupará la presidencia del Tribunal de Apelación. Un juez del Tribunal de Apelación no puede formar parte de una apelación por un caso en el que haya dictado una resolución en cualquier tribunal del que haya sido miembro.
Los jueces sólo pueden ser destituidos si son incapaces de desempeñar las funciones del cargo, o por "mala conducta", según decida el presidente a resolución del Maneaba ni Maungatabu tras el asesoramiento de un tribunal nombrado por el presidente, uno de cuyos miembros debe ser una persona que haya ocupado un "alto cargo judicial".
De 1877 a 1962, el presidente del Tribunal Supremo de Fiyi fue de oficio el comisario judicial jefe para el Pacífico Occidental, incluidas las islas Gilbert (como colonia de las islas Gilbert y Ellice).

### Elecciones
Las elecciones en Kiribati se celebran cada 4 años o, antes, tras una moción de censura. Consisten en las elecciones nacionales del Maneaba ni Maungatabu, de entre los cuales se elige al Beretitenti, poco después, por parte de los electores debidamente registrados. También existen elecciones locales de los Consejos (un consejo en cada isla habitada y 3 consejos en Tarawa).
Kiribati elige a nivel nacional una asamblea legislativa y después un jefe de Estado: el presidente. El presidente es elegido por el pueblo para un mandato de cuatro años. La Cámara de la Asamblea (Maneaba ni Maungatabu) tiene 45 miembros, 44 elegidos para un mandato de cuatro años en circunscripciones uninominales y plurinominales, y 1 delegado de la isla de Rabi en representación de Banaba. El número inicial era de 35 en 1978, ya que las primeras elecciones se celebraron un año antes de la independencia, en 1979.
Kiribati tiene un sistema basado en el de Westminster de tipo bipartidista, lo que significa que hay dos partidos políticos dominantes, desde 2020, pero los partidos políticos, que existen desde 1965, no son centrales en la vida política.
Kiribati tiene un sistema de partidos informal, Los partidos son agrupaciones laxas más que bloques disciplinados, con poca o ninguna estructura. Los diputados pueden cambiar de lealtad en varias ocasiones durante su mandato. También es habitual que los miembros voten según los intereses particulares de su electorado en determinadas cuestiones.

### Derechos humanos
En materia de derechos humanos, respecto a la pertenencia a los siete organismos de la Carta Internacional de Derechos Humanos, que incluyen al Comité de Derechos Humanos (HRC), Kiribati ha firmado o ratificado:
| Kiribati | Tratados internacionales  | Tratados internacionales | Tratados internacionales  | Tratados internacionales  | Tratados internacionales  | Tratados internacionales  | Tratados internacionales | Tratados internacionales  | Tratados internacionales  | Tratados internacionales  | Tratados internacionales | Tratados internacionales | Tratados internacionales  | Tratados internacionales  | Tratados internacionales | Tratados internacionales  | Tratados internacionales  | Tratados internacionales  |
| --- | ------------------------- | ------------------------ | ------------------------- | ------------------------- | ------------------------- | ------------------------- | ------------------------ | ------------------------- | ------------------------- | ------------------------- | ------------------------ | --- | ------------------------- | ------------------------- | ------------------------ | ------------------------- | ------------------------- | ------------------------- |
| Kiribati | CESCR                     | CESCR                    | CCPR                      | CCPR                      | CCPR                      | CERD                      | CED                      | CEDAW                     | CEDAW                     | CAT                       | CAT                      | CRC | CRC                       | CRC                       | CRC                      | MWC                       | CRPD                      | CRPD                      |
| Kiribati | CESCR                     | CESCR-OP                 | CCPR                      | CCPR-OP1                  | CCPR-OP2-DP               | CERD                      | CED                      | CEDAW                     | CEDAW-OP                  | CAT                       | CAT-OP                   | CRC | CRC-OP-AC                 | CRC-OP-SC                 | CRC-OP-CP                | MWC                       | CRPD                      | CRPD-OP                   |
| Pertenencia | Ni firmado ni ratificado. | Sin información.         | Ni firmado ni ratificado. | Ni firmado ni ratificado. | Ni firmado ni ratificado. | Ni firmado ni ratificado. | Sin información.         | Ni firmado ni ratificado. | Ni firmado ni ratificado. | Ni firmado ni ratificado. | Sin información.         | Kiribati ha reconocido la competencia de recibir y procesar comunicaciones individuales por parte de los órganos competentes. | Ni firmado ni ratificado. | Ni firmado ni ratificado. | Sin información.         | Ni firmado ni ratificado. | Ni firmado ni ratificado. | Ni firmado ni ratificado. |
| Firmado y ratificado, firmado, pero no ratificado, ni firmado ni ratificado, sin información, ha accedido a firmar y ratificar el órgano en cuestión, pero también reconoce la competencia de recibir y procesar comunicaciones individuales por parte de los órganos competentes. |                           |                          |                           |                           |                           |                           |                          |                           |                           |                           |                          | |                           |                           |                          |                           |                           |                           |

## Organización territorial

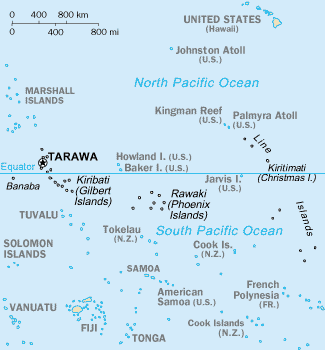
Mapa de Kiribati.

Kiribati estuvo dividido en 6 distritos, hasta su declaración de independencia. Actualmente se divide administrativamente en tres sectores, según el agrupamiento geográfico de los tres archipiélagos que lo forman, los cuales son las Islas Gilbert, las Islas de la Línea y las Islas Fénix.

## Geografía

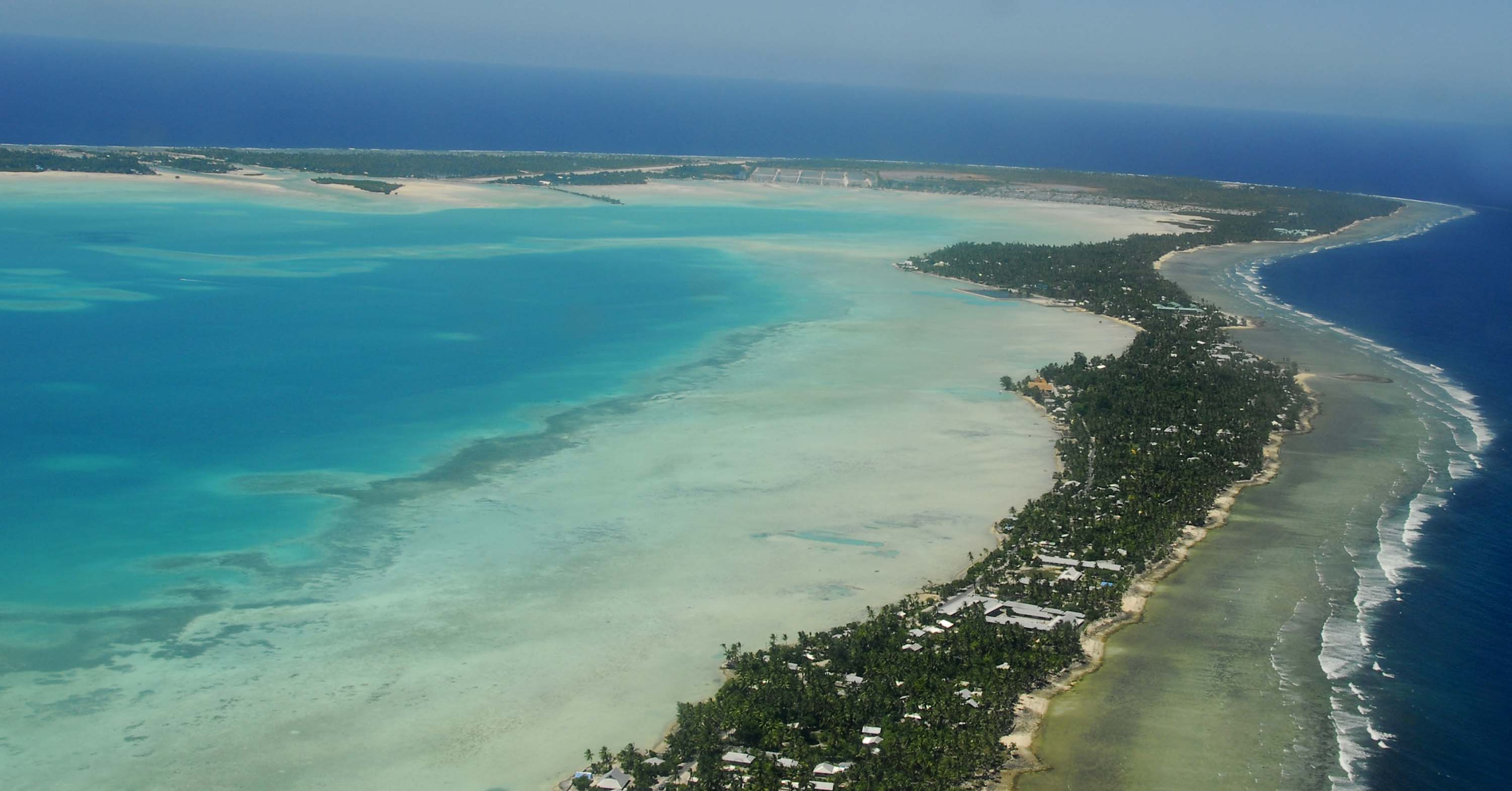
Tarawa del Sur, Kiribati

Kiribati está formada por 33 atolones de origen coralino y una isla, Banaba (Ocean). Los grupos de islas son:
- Banaba: una isla habitada a medio camino entre Nauru y las islas Gilbert.
- Islas Gilbert: 16 atolones situados a unos 1500 km al norte de las islas Fiyi.
- Islas Fénix: 8 atolones e islas coralinas situados a unos 1800 km al sudeste de las islas Gilbert.
- Islas de la Línea o Espóradas Ecuatoriales: 8 atolones y un arrecife, a unos 3300 km al este de las islas Gilbert.

Otros tres atolones de las Espóradas Ecuatoriales pertenecen a Estados Unidos.
- Banaba (o isla Ocean) es una isla de origen coralino que en su día fue una rica fuente de fosfatos, un recurso que se agotó casi totalmente antes de la independencia del país. El resto del territorio de Kiribati está compuesto por islotes de arena y arrecifes rocosos o arrecifes de coral que emergen apenas 2,5 metros sobre el nivel del mar. El terreno es bajo y calcáreo, lo que dificulta mucho la agricultura en el país.
- Kiritimati, en las Espóradas Ecuatoriales, es el atolón más grande del mundo.

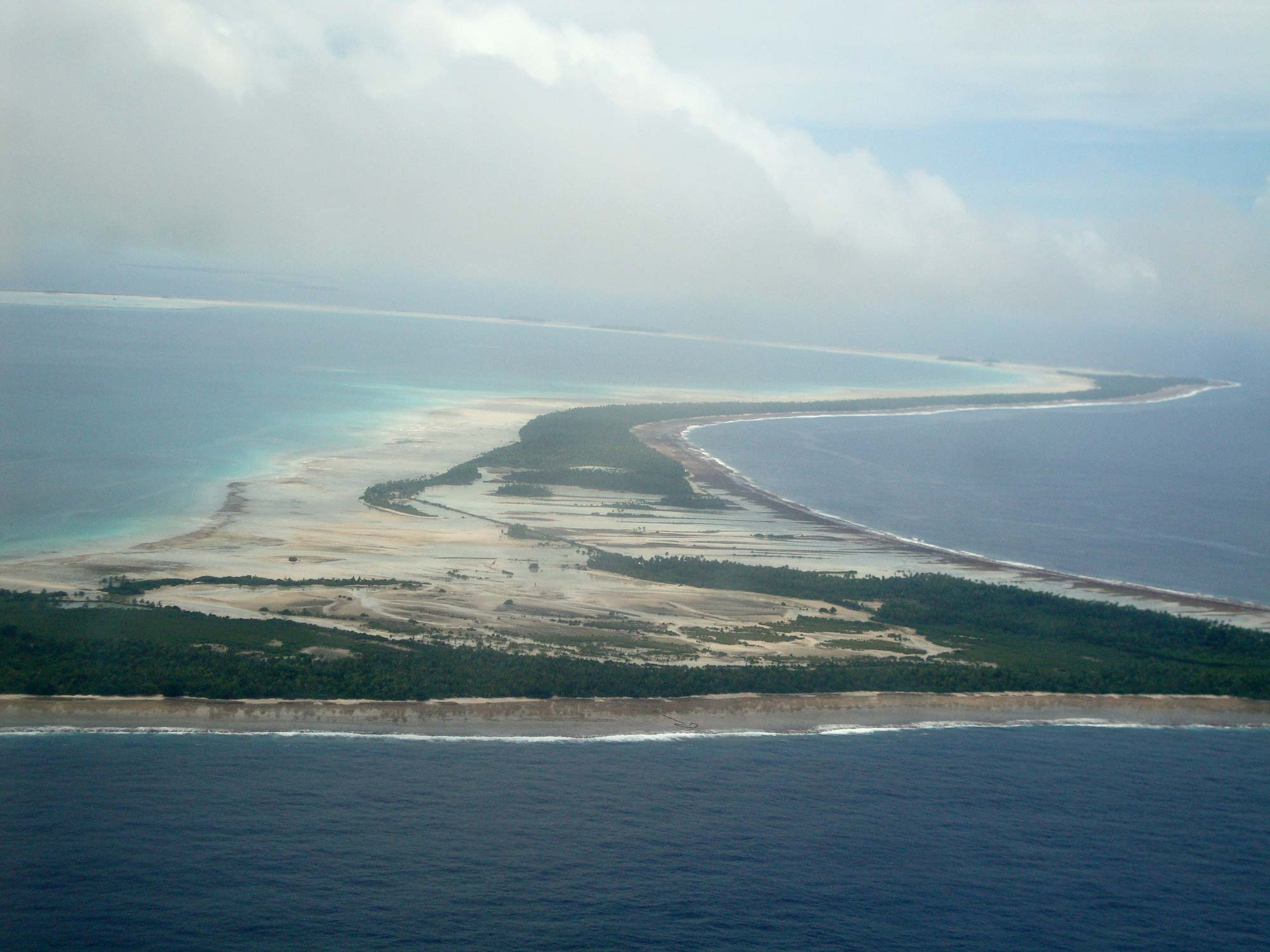
El atolón Butaritari de las islas Kiribati.

La República de Kiribati consiste en 33 atolones dispersos por los cuatro hemisferios en los que se divide el planeta (norte, sur, oriental y occidental) en un espacio oceánico equivalente en superficie a la parte continental de los Estados Unidos. Las islas se encuentran aproximadamente a medio camino entre Hawái y Australia en la región de Micronesia en el Océano Pacífico, a la altura del ecuador terrestre. Los tres principales grupos de islas o atolones son las Islas Gilbert, las Islas Fénix y las Islas de la Línea. El 1 de enero de 1995 se movió una sección de la Línea internacional de cambio de fecha para incluir en el lado occidental a las islas kiribatianas más orientales, donde ya estaban las demás islas de la nación, a fin de que en todo el país fuera el mismo día. De las 33 pequeñas islas que conforman al país, 20 se encuentran deshabitadas.
El área total del país es de 811 km², lo que equivale a cuatro veces el tamaño de la ciudad de Washington D. C., y sus costas miden 1143 km de largo. No comparte fronteras terrestres con ningún país. El punto más alto se encuentra en Banaba y alcanza los 81 m s. n. m., mientras que el punto más bajo es al nivel del mar. El clima de la región es predominantemente tropical, es decir, cálido y húmedo con vientos moderados, sin embargo puede haber ciclones tropicales en cualquier época del año, usualmente entre marzo y noviembre, además de tornados ocasionales. La escasa elevación sobre el nivel del mar de muchas de las islas las hacen muy susceptibles ante el crecimiento de la marea.

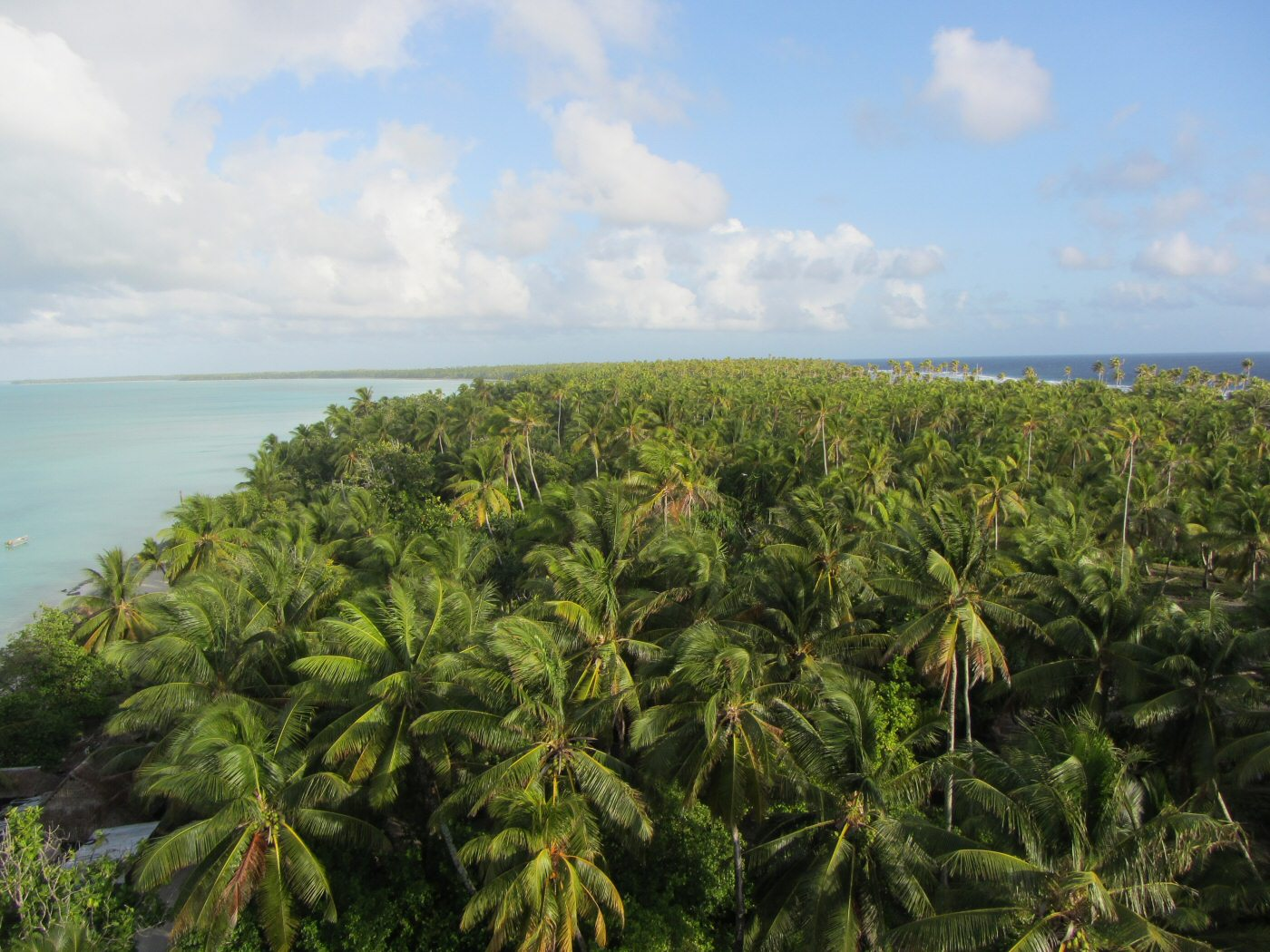
Palmeras cocoteras en el atolón Abaiang.

Sus límites marítimos son las Islas Marshall al noroeste, con las posesiones estadounidenses de Howland, Baker, Jarvis, Kingman y Palmyra al norte, con la Polinesia Francesa al sureste, con las Islas Cook, Tokelau y Tuvalu al sur, y con Nauru al oeste.
Kiribati incluye a Kiritimati (también conocida como Isla de Navidad, en las Islas de la Línea), el mayor atolón coralino (en términos de superficie, no de dimensiones) del mundo, y a Banaba, una de las tres grandes islas rocosas con fosfatos en el Pacífico; las otras islas de este tipo son Makatea en la Polinesia Francesa, y Nauru.
La mayor parte de las tierras en estas islas no supera los dos metros sobre el nivel del mar. Un reporte de la ONU de 1989 identificó a Kiribati como uno de los países que podría desaparecer por completo en el siglo XXI si no se toman las medidas pertinentes para combatir el cambio climático.
Debido a una tasa de crecimiento poblacional de más del 2 % y la sobrepoblación alrededor de la capital, Tarawa, un programa de migración fue iniciado en 1989 para trasladar a cerca de 5000 habitantes a otros atolones periféricos, principalmente en las Islas de la Línea. Un programa de reasentamiento de las Islas Fénix comenzó en 1995.
Ante el temor de que el cambio climático algún día elimine toda su nación insular, los gobernantes de Kiribati estudian un plan insólito, trasladar a toda la población a Fiyi.
Kiribati negocia la compra de una zona de 20 km² de extensión en la mayor y más montañosa de las islas del archipiélago de Fiyi, Viti Levu, para alojar allí a 103 000 kiribatianos en el caso de que se cumplan los fatídicos pronósticos de los expertos, explicó Filimoni Kau, su secretario de Tierras y Recursos Minerales.

### Clima
Kiribati tiene un clima tropical lluvioso (Af). De abril a octubre, predominan los vientos del noreste y las temperaturas estables cercanas a los 30 °C (86 °F). De noviembre a abril, los vendavales del oeste traen lluvias.
La estación húmeda de Kiribati (te Auu-Meang), también conocida como la estación de los ciclones tropicales (te Angibuaka), comienza de noviembre a abril de cada año. Por lo tanto, Kiribati suele experimentar más fenómenos meteorológicos extremos asociados con perturbaciones tropicales (TD) o ciclones tropicales durante te Auu-Meang. Pero los ciclones tropicales rara vez se desarrollan o pasan a lo largo del ecuador, donde se encuentra Kiribati. Sin embargo, según eventos pasados, Kiribati ha sufrido el impacto de ciclones tropicales (CT) distantes y los impactos se observaron mientras los sistemas se encontraban en su fase de desarrollo (Tropical Baja/perturbación) o incluso antes de alcanzar la categoría de ciclón tropical.

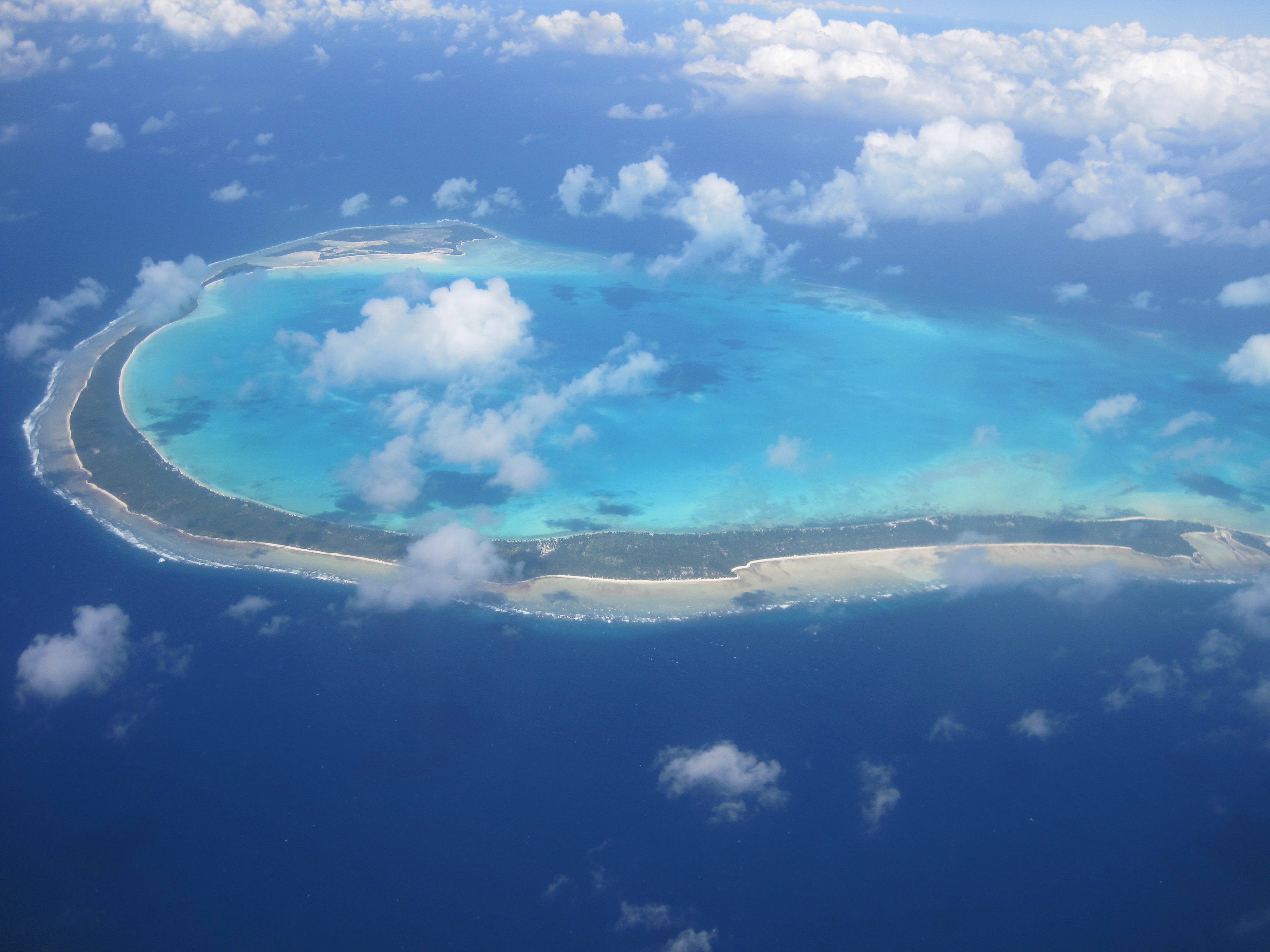
El Atolón de Onotoa

La estación justa comienza cuando Ten Rimwimata (Antares) aparece en el cielo tras la puesta de Sol, de mayo a noviembre, cuando los vientos y corrientes son más suaves y llueve menos. Luego, hacia diciembre, cuando Nei Auti (Pléyades) sustituye a Antares, la estación de vientos repentinos del oeste y lluvias más intensas desaconseja cualquier viaje lejano de isla a isla.
Kiribati no sufre ciclones, pero ocasionalmente puede sufrir sus efectos durante las temporadas de ciclones que afectan a países cercanos de las islas del Pacífico, como Fiyi.
Las precipitaciones varían significativamente de una isla a otra. Por ejemplo, la media anual es de 3.000 mm (120 in) en el norte y 500 mm (20 in) en el sur de las islas Gilbert. La mayoría de estas islas se encuentran en el cinturón seco de la zona climática oceánica ecuatorial y sufren sequías prolongadas.

### Cuestiones medioambientales
Según el Programa Regional del Pacífico para el Medio Ambiente (antes Programa Regional del Pacífico Sur para el Medio Ambiente), dos pequeños islotes deshabitados de Kiribati, Tebua Tarawa y Abanuea, desaparecieron bajo el agua en 1999. El nivel del mar en la isla de Christmas, en los 50 años transcurridos entre 1972 y 2022, ha subido 0,05 metros (50 mm). El Grupo Intergubernamental de Expertos sobre el Cambio Climático de las Naciones Unidas prevé que el nivel del mar subirá unos 50 cm (20 pulgadas) en 2100 debido al calentamiento global y que sería inevitable una nueva subida. Por tanto, es probable que dentro de un siglo la tierra cultivable del país esté sujeta a una mayor salinización del suelo y quede en gran parte sumergida.

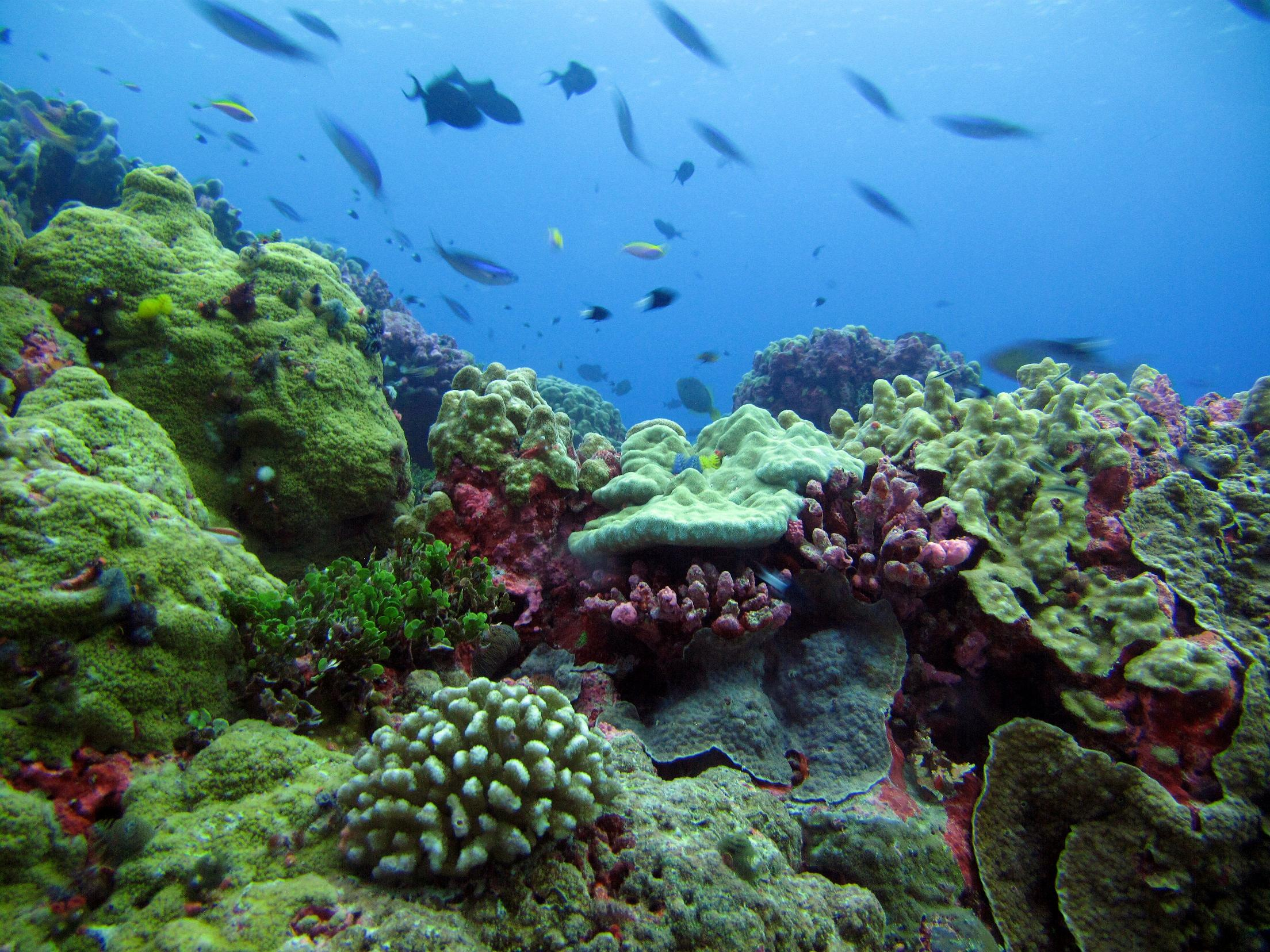
Arrecife de la Isla de Enderbury

La exposición de Kiribati a los cambios en el nivel del mar se ve exacerbada por la oscilación decenal del Pacífico, un fenómeno de cambio climático que hace que se pase de periodos de La Niña a periodos de El Niño. Esto repercute en el nivel del mar. Por ejemplo, en 2000, se pasó de periodos de presión descendente de El Niño sobre el nivel del mar a una presión ascendente de La Niña sobre el nivel del mar, cuya presión ascendente provoca mareas altas más frecuentes y más altas. La marea viva del Perigeo (a menudo llamada marea real) puede provocar la inundación de zonas bajas de las islas de Kiribati.
Los atolones y las islas de arrecife pueden responder a los cambios del nivel del mar. Paul Kench, de la Universidad de Auckland (Nueva Zelanda), y Arthur Webb, de la Comisión de Geociencias Aplicadas del Pacífico Sur (Fiyi), publicaron en 2010 un estudio sobre la respuesta dinámica de los atolones y las islas de arrecife del Pacífico central. Kiribati se mencionaba en el estudio, y Webb y Kench descubrieron que las tres principales islas urbanizadas de Kiribati -Betio, Bairiki (Tarawa) y Nanikai- aumentaron un 30% (36 hectáreas), un 16,3% (5,8 hectáreas) y un 12,5% (0,8 hectáreas), respectivamente.
El estudio de Paul Kench y Arthur Webb reconoce que las islas son extremadamente vulnerables a la subida del nivel del mar, y concluye que: "Este estudio no midió el crecimiento vertical de la superficie insular ni sugiere que se haya producido ningún cambio en la altura de las islas. Dado que la altura de la tierra no ha cambiado, la vulnerabilidad de la mayor parte de la superficie terrestre de cada isla a la sumersión debida a la subida del nivel del mar tampoco ha cambiado y estos atolones de baja altitud siguen siendo inmediata y extremadamente vulnerables a las inundaciones o avenidas de agua marina".

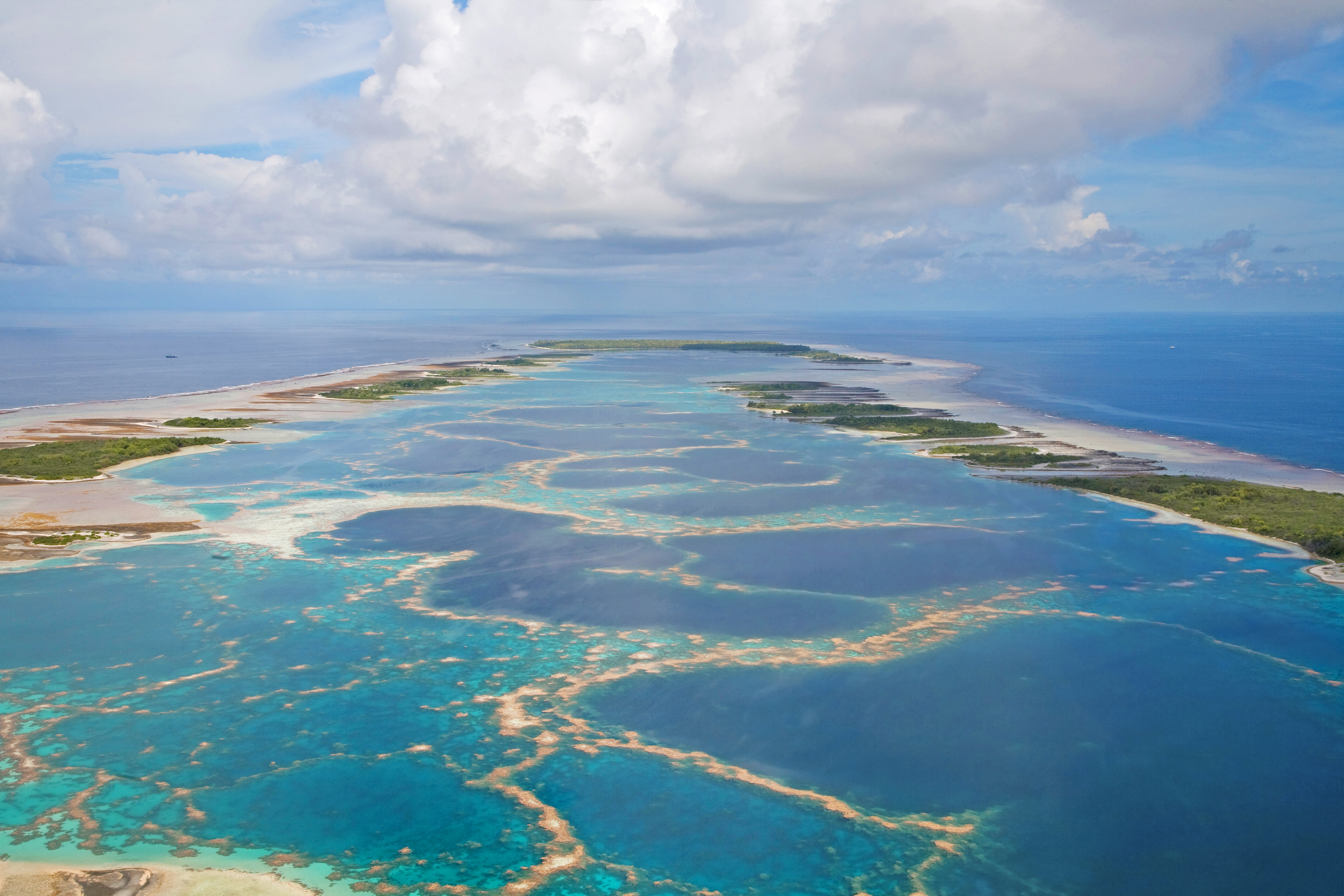
Vista aérea del Atolón Caroline

El Informe sobre el Cambio Climático en el Pacífico de 2011 describe Kiribati como un país con bajo riesgo de ciclones; sin embargo, en marzo de 2015 Kiribati sufrió inundaciones y la destrucción de diques e infraestructuras costeras como consecuencia del ciclón Pam, un ciclón de categoría 5 que devastó Vanuatu. Kiribati sigue expuesta al riesgo de que los ciclones despojen a las islas bajas de su vegetación y suelo.
La subida gradual del nivel del mar también permite que la actividad de los pólipos de coral eleve los atolones con el nivel del mar. Sin embargo, si el aumento del nivel del mar se produce a un ritmo más rápido que el crecimiento de los corales, o si la actividad de los pólipos se ve dañada por la acidificación de los océanos, la capacidad de recuperación de los atolones y las islas de arrecife es menos segura. Asimismo, se ha producido blanqueamiento del coral en más del 60% de los arrecifes de Maldivas.
La Iniciativa de Medición de los Derechos Humanos considera que la crisis climática ha empeorado moderadamente (4,8 sobre 6) las condiciones de los derechos humanos en Kiribati. Los expertos en derechos humanos informaron de que la crisis climática ha puesto en peligro el acceso a los alimentos y al agua potable, así como los derechos de las mujeres, la seguridad de la vivienda y la integridad cultural.

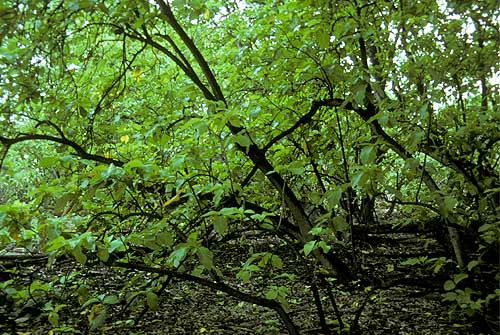
Un bosque de Cordia (Cordia subcordata) en el islote Arundel Norte

El Programa de Adaptación de Kiribati (KAP, por sus siglas en inglés), iniciado en 2003, es una iniciativa de 5,5 millones de dólares que fue promulgada originalmente por el gobierno nacional de Kiribati con el apoyo del Fondo para el Medio Ambiente Mundial (FMAM), el Banco Mundial, el Programa de las Naciones Unidas para el Desarrollo y el gobierno japonés. Más tarde, Australia se unió a la coalición y donó 1,5 millones de dólares. El programa se desarrollará a lo largo de seis años y apoyará medidas que reduzcan la vulnerabilidad de Kiribati a los efectos del cambio climático y la subida del nivel del mar mediante la concienciación sobre el cambio climático, la evaluación y protección de los recursos hídricos disponibles y la gestión de las inundaciones. 
Al inicio del Programa de Adaptación, representantes de cada uno de los atolones habitados identificaron los cambios climáticos clave que se habían producido en los últimos 20-40 años y propusieron mecanismos para hacer frente a estos cambios en cuatro categorías de urgencia de necesidad. El programa se centra ahora en los sectores más vulnerables del país, en las zonas más pobladas. Las iniciativas incluyen la mejora de la gestión del suministro de agua en Tarawa y sus alrededores; medidas de protección de la gestión costera, como la replantación de manglares y la protección de las infraestructuras públicas; el refuerzo de las leyes para reducir la erosión costera; y la planificación de los asentamientos de población para reducir los riesgos personales.

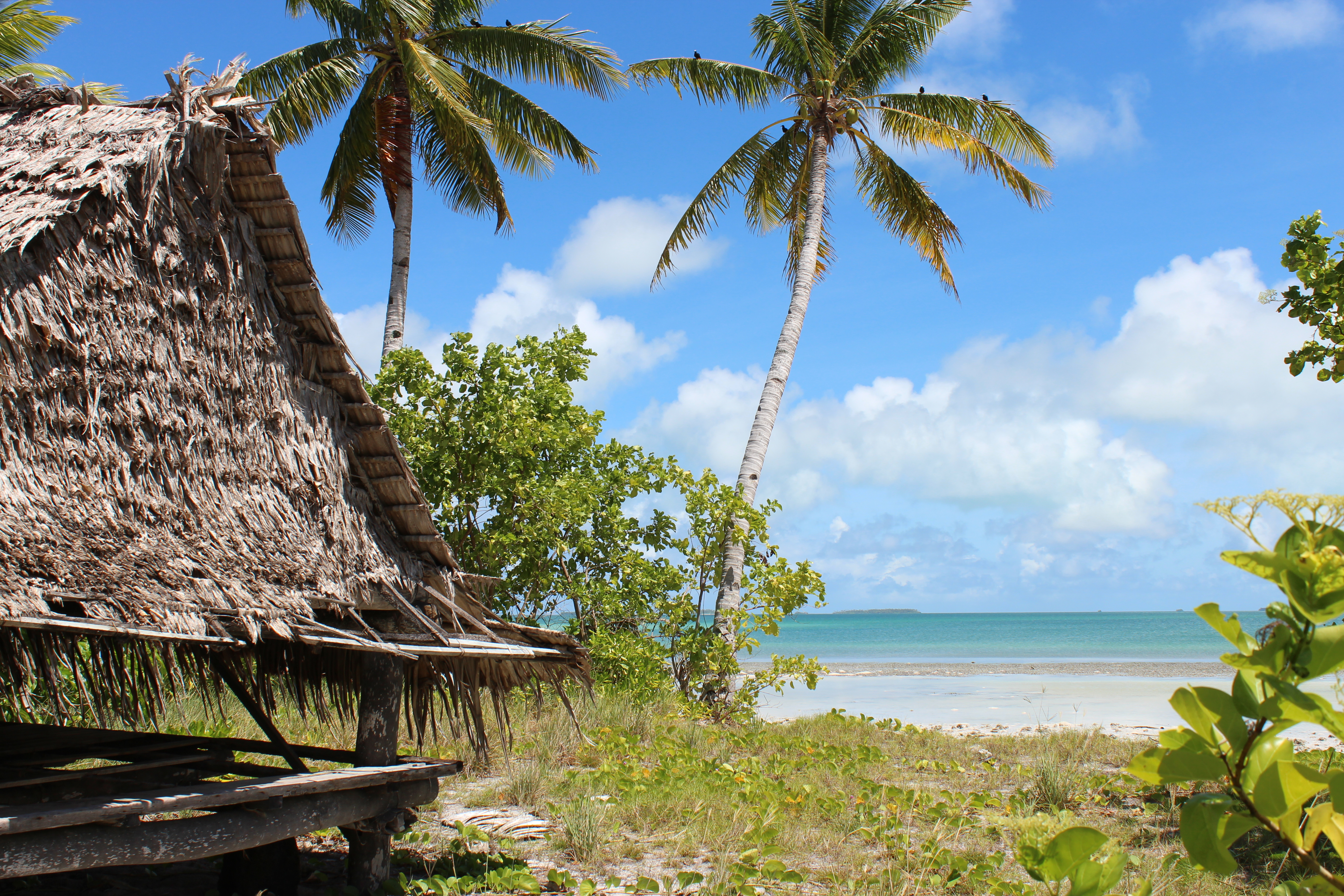
En 2013, Australia aportó 2 millones de dólares al Programa de Adaptación de Kiribati para ayudar a mejorar la gestión de los recursos hídricos, infraestructura y reducir la contaminación

El gobierno ha tomado medidas específicas para garantizar la seguridad alimentaria, ya que el aumento del nivel del mar, la sequía y la sobrepesca han creado escasez de alimentos y agua. Esto ha supuesto diversificar las fuentes de alimentos y garantizar una gestión sostenible de los recursos existentes.
La cuestión de la contaminación por plásticos también ha sido un reto clave para Kiribati, ya que perjudica tanto a su biodiversidad marina como a su economía, que depende principalmente del turismo y la pesca. Por ello, el Gobierno de Kiribati, y más concretamente la División de Medio Ambiente y Conservación (ECD, por sus siglas en inglés), que forma parte del Ministerio de Medio Ambiente, Tierras y Desarrollo Agrícola del Gobierno de Kiribati, se ha esforzado por abordar esta cuestión a nivel nacional a través de leyes medioambientales y documentos de política estatal. Además, ha reconocido el carácter mundial de la contaminación por plásticos y, en consecuencia, ha promovido la cooperación internacional y las soluciones multilaterales, como se observa especialmente en las negociaciones en curso del Tratado Mundial sobre la Contaminación por Plásticos, cuya redacción final está prevista para finales de 2024.

### Fauna y flora

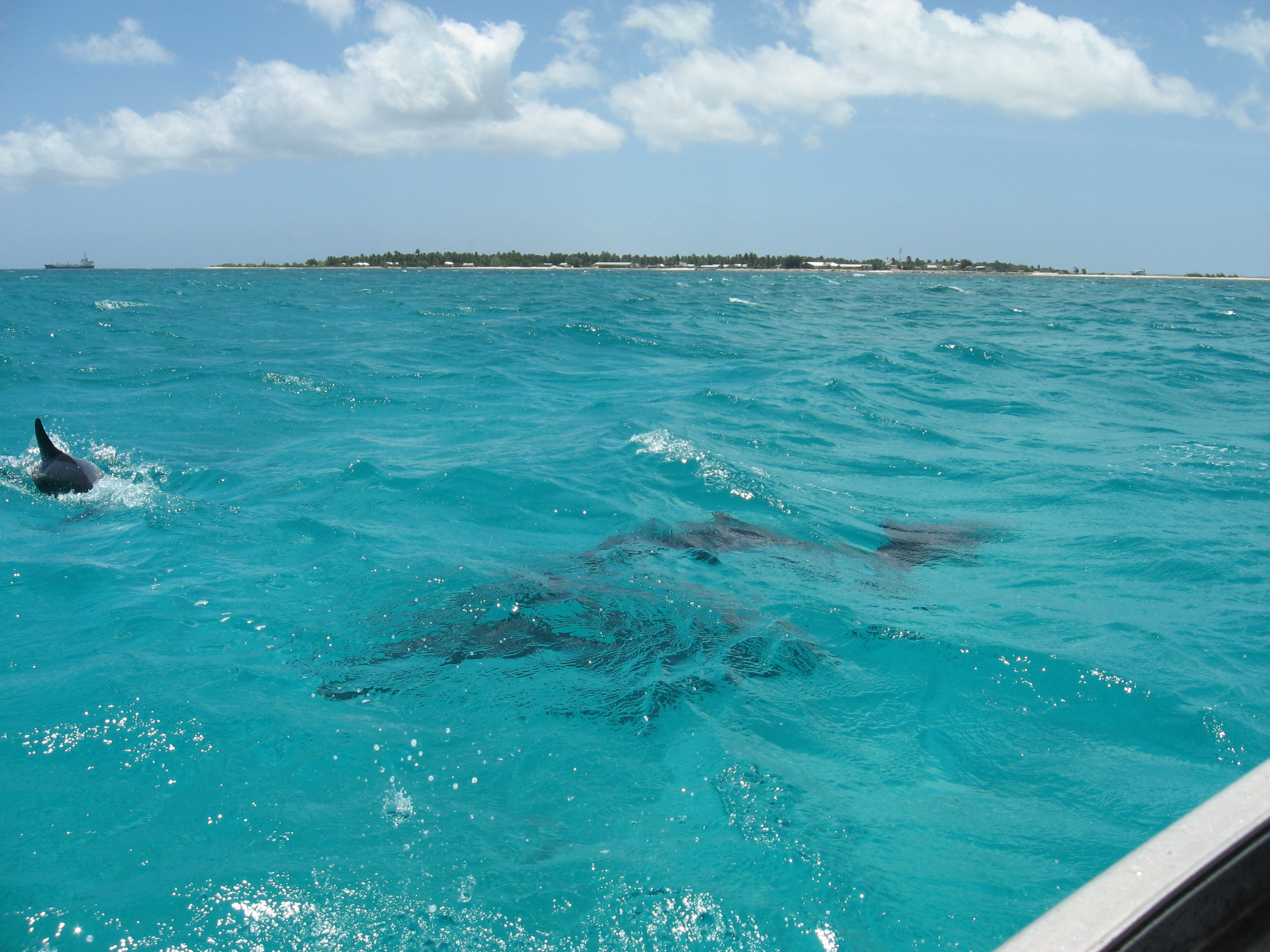
Delfines en aguas de Kiribati

La vegetación es escasa, ya que el suelo es árido y salino. Las especies más corrientes son los cocoteros, los pandanos y los árboles del pan. La capa delgada de humus en el suelo sólo es compatible con escasa vegetación. Difícilmente se puede encontrar tierra virgen o matorrales ásperos en cualquier lugar.
La fauna en el país es aún más pobre que la flora, incluye varias especies de aves, reptiles, la fauna marina del país se compone mayormente de albula vulpes, jurel, guaju, thunnus albacares, peces velas, meros, tiburones y chanos. Entre la especies de aves se incluye el pardela, petrel, pájaro tropical, Fregatas, charranes, tiñosa menuda, rabijunco común y carricero de Kiritimati Siendo esta última la única que habita en las islas de kiribati.
Kiribati contiene tres ecosistemas: Bosques tropicales húmedos de la Polinesia Central, bosques tropicales húmedos de la Micronesia Oriental y bosques tropicales húmedos de la Polinesia Occidental.
Debido a la edad geológica relativamente joven de las islas y atolones y al alto nivel de salinización del suelo, la flora de Kiribati es algo insalubre. Las islas Gilbert contienen unas 83 plantas autóctonas y 306 introducidas, mientras que las cifras correspondientes a las islas de la Línea y Phoenix son de 67 y 283. Ninguna de estas especies es endémica. Ninguna de estas especies es endémica, y aproximadamente la mitad de las autóctonas tienen una distribución limitada y llegaron a estar en peligro o casi extintas debido a actividades humanas como la minería de fosfatos.

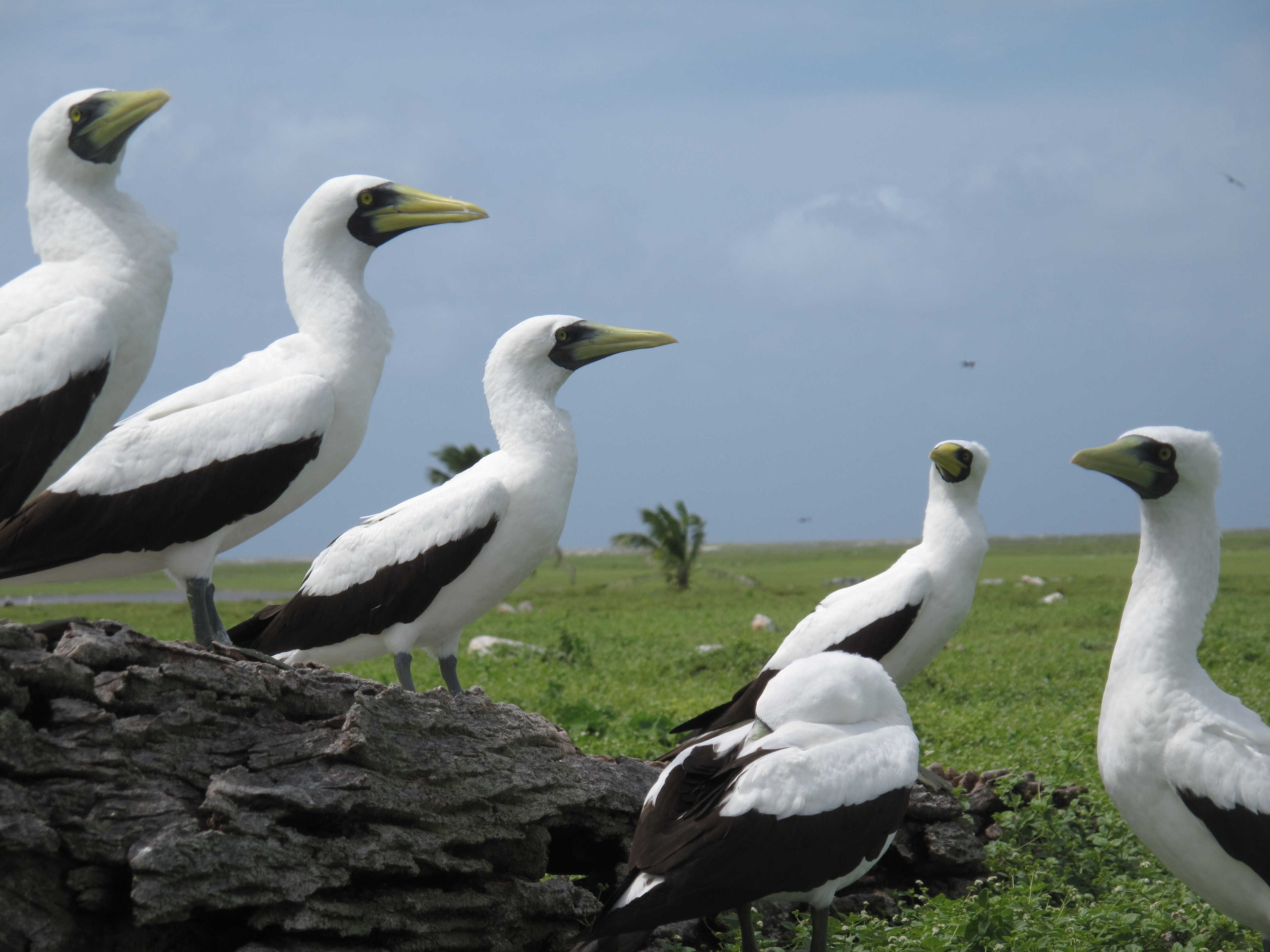
Zona protegida de las Islas Fénix

Las plantas silvestres más comunes son el coco, la palma pandanus y el árbol del pan, mientras que los cinco cultivos más importantes, aparte del tradicional Babai, Cyrtosperma merkusii, son la col china importada, la calabaza, el tomate, la sandía y el pepino. Más del ochenta por ciento de la población se dedica a la agricultura o a la pesca.
El cultivo de algas es una parte importante de la economía, con dos especies principales Eucheuma alcarezii y Eucheuma spinosium introducidas en las lagunas locales desde Filipinas en 1977. Compite con la recolección de la ostra perla de labios negros (Pinctada margaritifera) y el marisco, dominado por el gasterópodo estrombídeo (Strombus luhuanus) y el berberecho de Anadara (Anadara uropigimelana), mientras que las poblaciones de la almeja gigante (Tridacna gigas) se han agotado en gran medida.
Kiribati cuenta con unos pocos mamíferos terrestres, ninguno autóctono ni endémico. Entre ellos se encuentran la rata polinesia (Rattus exulans), perros, gatos y cerdos. Entre las 75 especies de aves, el Bokikokiko (Acrocephalus aequinoctialis) es endémico de Kiritimati.
Hay entre 600 y 800 especies de peces de aleta costeros y pelágicos, unas 200 especies de corales y unas 1000 especies de crustáceos. La pesca se dirige sobre todo a la familia Scombridae, en particular al atún listado y al rabil, así como a los peces voladores (Cypselurus spp.).
Los perros ya acompañaban a los primeros habitantes, pero fueron reintroducidos por los colonos europeos: han seguido aumentando en número y deambulan en manadas tradicionales, sobre todo alrededor de Tarawa del Sur.

### Año nuevo
La isla Kiritimati está situada a 232 kilómetros al norte de la línea ecuatorial y es una de las 32 islas de esta nación del Pacífico. Es la primera zona poblada del planeta en pasar el año nuevo.

## Economía
Kiribati tiene pocos recursos naturales. La viabilidad en el comercio de los depósitos de fosfato, de la isla Banaba, se extinguieron en la época de la independencia. Históricamente, el coco representó una de las mayores fuentes de ingresos del país, que en consecuencia pasó a depender de la demanda mundial de este fruto. Al decaer el interés, en 1993, el Banco Asiático de Desarrollo tuvo que entregar a Kiribati un préstamo de 300 000 dólares para compensar las pérdidas por exportaciones no efectuadas.
La ayuda financiera internacional, mayormente del Reino Unido y Japón, es una gran parte del PIB, que ha representado entre el 25 %-50 % de este en los últimos años. La unidad monetaria de Kiribati es el dólar australiano, dividido en 100 céntimos. En 2014, 1 dólar australiano equivale a 0,91 dólar estadounidense.

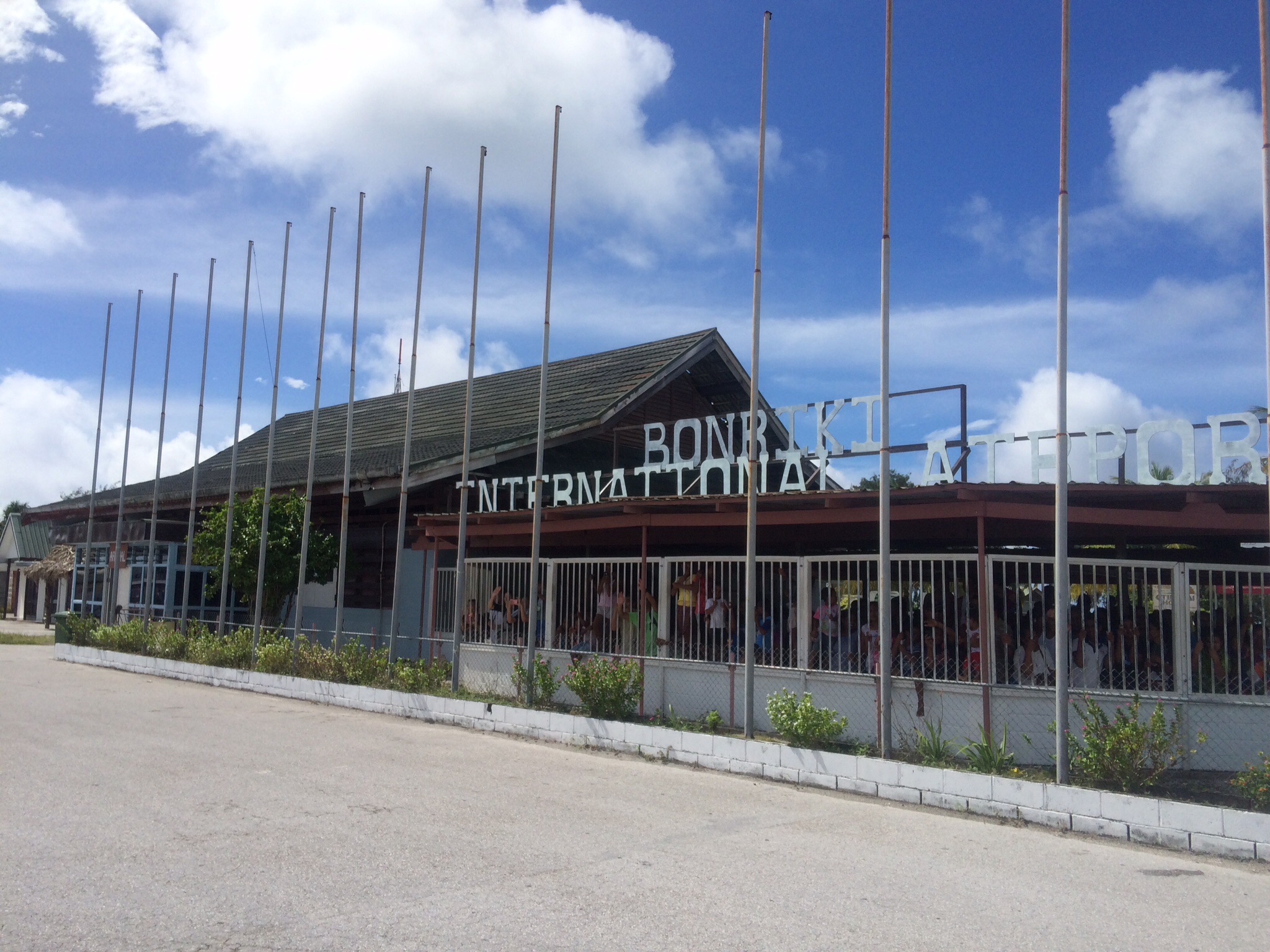
Aeropuerto Internacional de Bonriki

El peso de los sectores económicos en la economía de Kiribati en el año 2000 era el siguiente: la agricultura un 8,9 %, la industria un 24,2 % y el sector servicios un 66,8 %. Se estima que el ingreso del turismo es entre 5 USD - 10 USD.

## Transporte
Hay 670 km de carreteras en Kiribati (est. 1996), de los cuales 27 km están pavimentados en Tarawa Sur (2001). El tramo más largo de carretera va de Tarawa del Sur a Tarawa del Norte.
Los puertos son Banaba, Betio, English Harbor y Kanton. Hay una pequeña red de canales, con un total de 5 km, en las islas Line. La marina mercante incluye los barcos del Grupo Kiribati JMR que opera la Coral Sea Shipping Line, que cuenta con tres buques: Coral Sea número 1, Coral Sea número 2 y Coral Sea número 3. Un buque mercante conecta, de vez en cuando, las Islas Line (Kiritimati, Fanning y Washington) y hace escala en ruta en las Islas Phoenix.

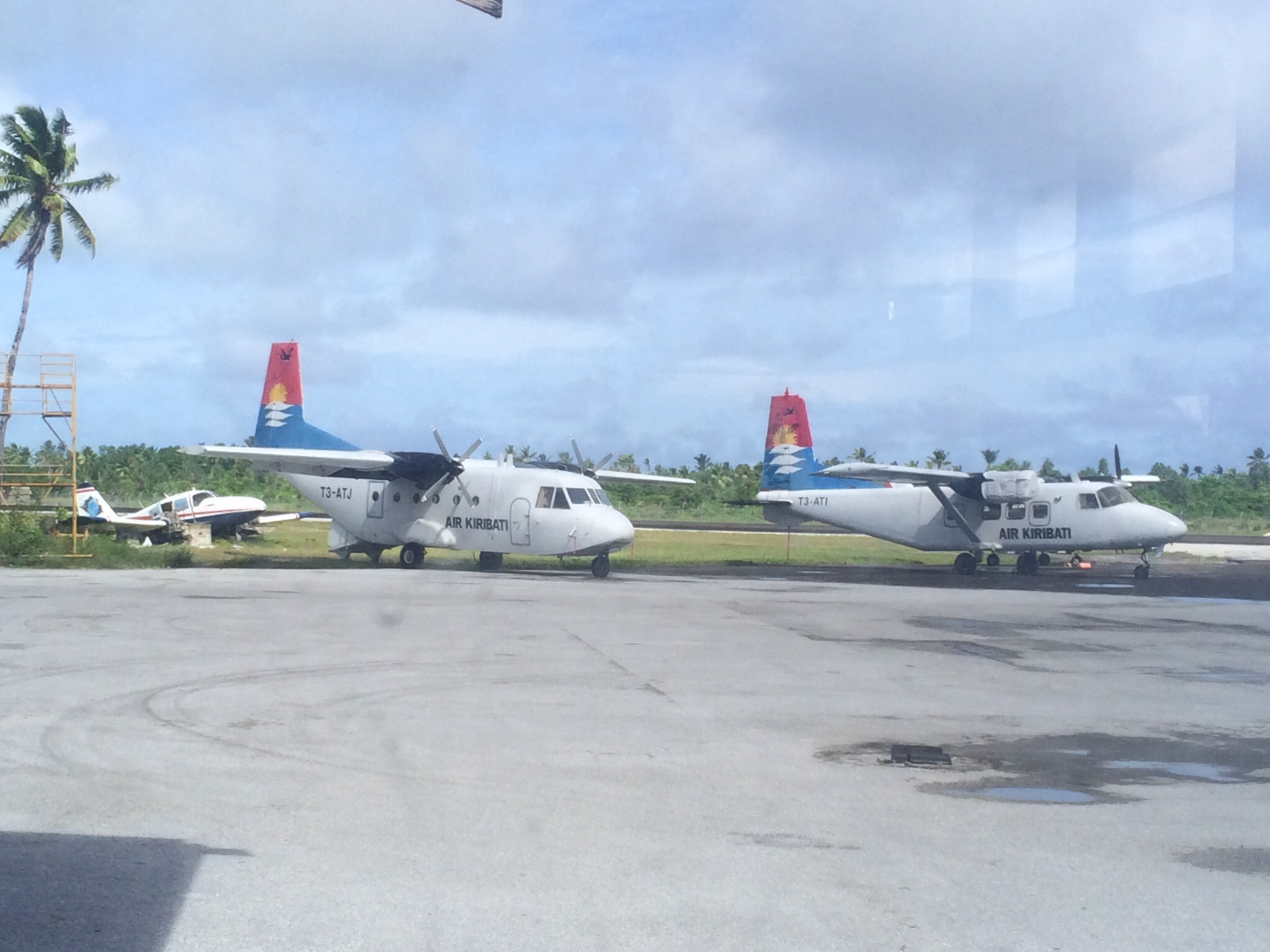
2 aeronaves de Air Kiribati

En las islas Gilbert vuelan 2 avionetas, excepto en Banaba. Desde enero de 2009, Kiribati cuenta con dos aerolíneas nacionales: Air Kiribati y Coral Sun Airways. Ambas aerolíneas tienen su base en el aeropuerto internacional de Bonriki, en Tarawa, y operan únicamente en las islas Gilbert. Ni las islas Fénix ni las islas Line están atendidas por las aerolíneas nacionales.
El único aeropuerto atendido por una compañía aérea es el Aeropuerto Internacional Cassidy, en Kiritimati. La aerolínea nacional de Fiyi, Fiji Airways, ofrece un servicio internacional desde el aeropuerto principal de Fiyi, el aeropuerto internacional de Nadi, al aeropuerto de Cassidy, así como al aeropuerto de Bonriki. Actualmente, Fiji Airways vuela dos veces por semana desde el aeropuerto internacional de Nadi a Bonriki (Kiribati).
En 2010 había 23 aeropuertos en Kiribati, de los cuales 4 tienen pistas pavimentadas, siendo los únicos internacionales el Aeropuerto Internacional de Bonriki y el Aeropuerto Internacional de Cassidy. El Aeropuerto Internacional de Bonriki está siendo objeto de un programa de modernización para adaptar la seguridad aeroportuaria a las normas de la IATA, que incluye la construcción de una valla alrededor de todo el perímetro.

## Demografía

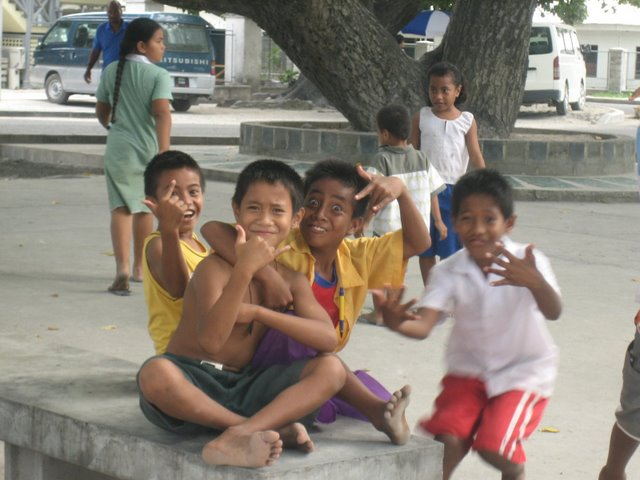
Niños kiribatianos en Tarawa Sur.

Kiribati es un país superpoblado, ya que posee 103 092 habitantes (2005) distribuidos en sólo 811 km². Esto hace que exista una densidad de población de 127 hab./km². El 57,7 % de la población se encuentra entre los 15 y los 64 años de edad.
Sin embargo la población se concentra principalmente en la parte sur del Atolón de Tarawa (de 15,8 km² y 63.072 pobladores). Siendo Betio la isla más superpoblada con solo 1,57 km² de superficie y una población de 18.426 personas lo que se traduce en una densidad de 11,736 habitantes por kilómetro cuadrado.

### Etnias
- Isleños: 97,7 %
- Mestizos: 1,5 %
- Otros: 0,6 %
- Europeos: 0,2 %

### Religión

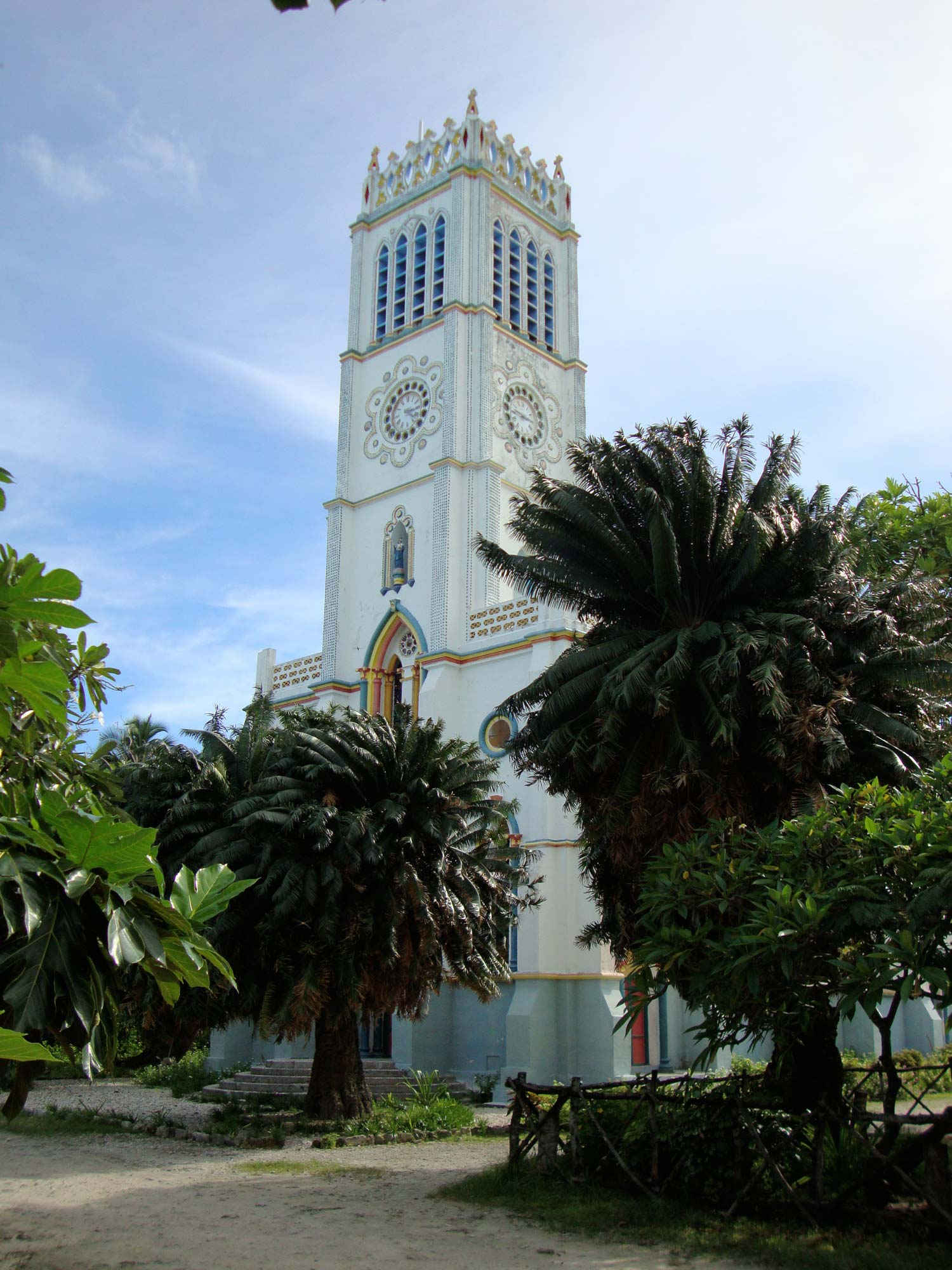
Catedral de Nuestra Señora del Rosario en Koinawa en el atolón de Abaiang Kiribati

El cristianismo es la religión predominante en Kiribati, siendo el catolicismo su mayor confesión.
Kiribati es un Estado laico y la libertad religiosa está consagrada en su Constitución.
Según las estadísticas gubernamentales de 2020, los grupos cristianos forman alrededor del 96% de la población de Kiribati, la mayoría de los cuales son católicos (Roman Catholic Diocese of Tarawa and Nauru) o miembros de la nueva Iglesia Unida de Kiribati (o  Kiribati Uniting Church que adoptó un nuevo nombre en 2015) y de la Iglesia Protestante de Kiribati ( Kiribati Protestant Church). Las personas sin afiliación religiosa representan alrededor del 0,1% de la población. Los miembros de la Iglesia católica se concentran en las islas del norte, mientras que los protestantes son mayoría en las islas del sur.
Los misioneros introdujeron el cristianismo en la zona a mediados del siglo XIX. Hiram Bingham II, de la Junta Americana de Comisionados para Misiones Extranjeras, llegó a Abaiang en 1857. El reverendo Samuel James Whitmee, de la Sociedad Misionera de Londres, visitó las islas en 1870. Los misioneros siguen estando presentes y operan libremente. La Constitución establece la libertad de religión, y el gobierno suele respetar este derecho.. En ocasiones se producen abusos sociales o discriminación por creencias o prácticas religiosas, pero son relativamente infrecuentes.
Durante el periodo comprendido entre 1990 y 2020, se han registrado algunos cambios en la población de Kiribati, con un aumento del 6% en la afiliación a la Iglesia católica. La iglesias protestantes ha experimentado un descenso del 10%.
La religión es siempre muy activa en las comunidades insulares urbanas y rurales, proporcionando atención pastoral, programas de fe para jóvenes, actividades para mujeres, apoyo a los trabajadores en el extranjero, trabajo de capellanía, así como formación profesional para jóvenes de ambos sexos. La KUC también dirige un Colegio Teológico. Cada vez es más habitual que los grupos eclesiásticos construyan maneabas, una casa de reunión de estilo tradicional, sobre todo en los asentamientos de las aldeas más grandes y especialmente en el sur de Tarawa (Wincup 2010). Aunque carecen de un significado y un uso cultural profundos, los grupos eclesiásticos utilizan estos edificios de gran espacio para diversas actividades comunitarias.

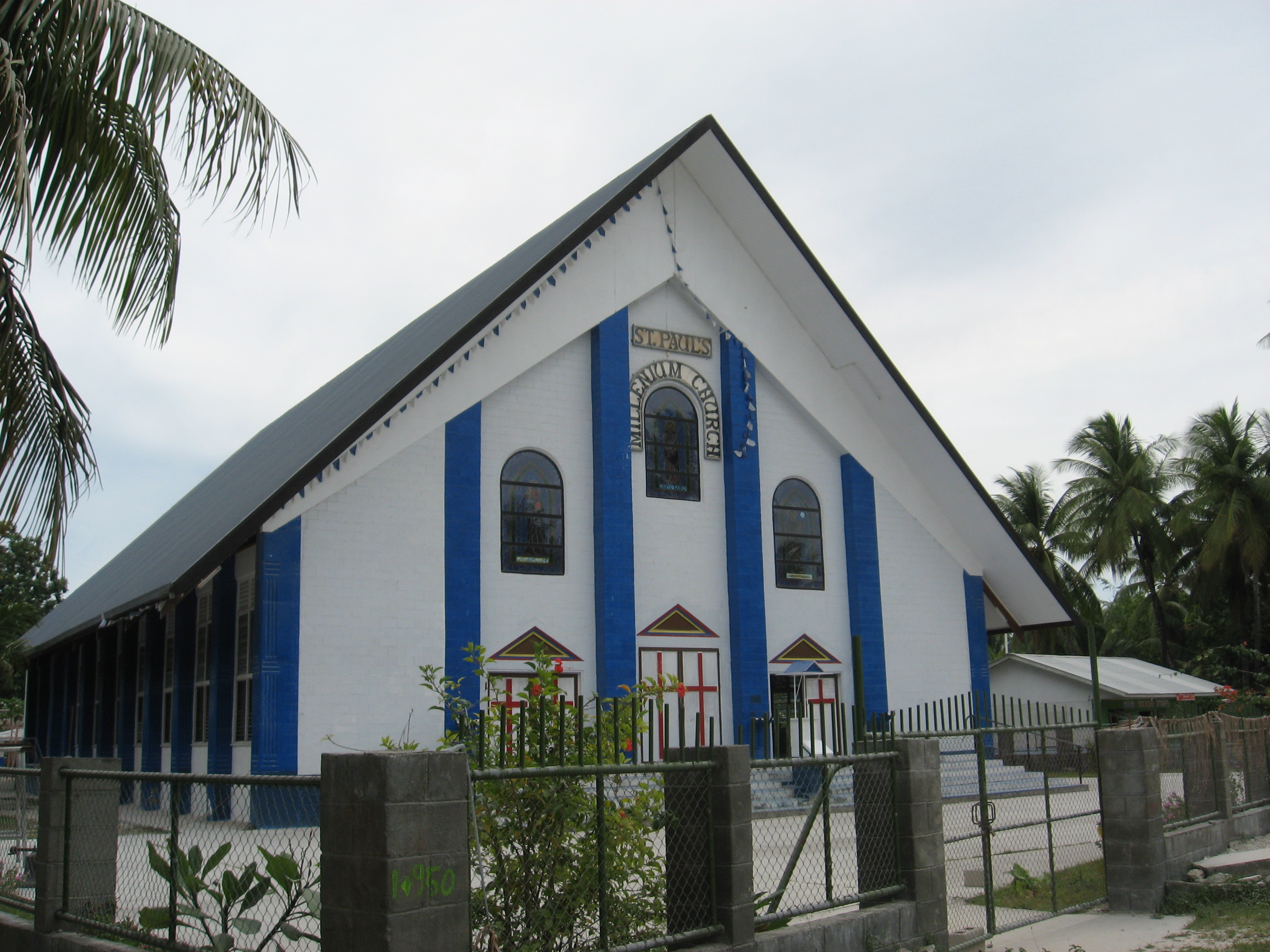
La iglesia de San Pablo en Betio

El papel de las organizaciones eclesiásticas en el sector educativo suele ser crucial en su función en los centros de Educación y Atención a la Primera Infancia (AEPI) y en las escuelas de secundaria. Los datos del Ministerio de Educación de Kiribati (MoE) para 2020 informan de que 130 centros de ECCE (el 43% del total de ECCE) están administrados por grupos eclesiásticos. En el nivel secundario, las 11 escuelas secundarias combinadas de Kiribati son administradas por la Iglesia Católica (5), la Iglesia Unida de Kiribati (4), los Adventistas del Séptimo Día (1) y la Iglesia de Jesucristo de los Santos de los Últimos Días (1). En el nivel de Secundaria superior, la Iglesia Católica (4) y la KUC (2) contribuyen con una parte importante del sector educativo y de la comunidad (MoE 2022).
El catolicismo es la religión mayoritaria en Kiribati, con más del 58% de la población. Los misioneros católicos fueron de los primeros europeos en establecerse en las islas Gilbert (1888) y en 1897 se instalaron las primeras estructuras permanentes cuando pasó a formar parte del vicariato apostólico de las islas Gilbert. En 1966 fue elevada a la categoría de diócesis y pasó a denominarse Diócesis de Tarawa. En 1978, un año antes de la independencia, cambió de nombre y pasó a llamarse diócesis de Tarawa, Nauru y Funafuti. Nauru y Funafuti formaban parte del Vicariato Apostólico. Cuatro años más tarde, Funafuti se escindió y se convirtió en una Misión sui iuris. La estructura que queda hoy es la diócesis de Tarawa y Nauru (Dioecesis Taravana et Nauruna), y estuvo dirigida por el obispo electo Koru Tito hasta su muerte.

### Sanidad

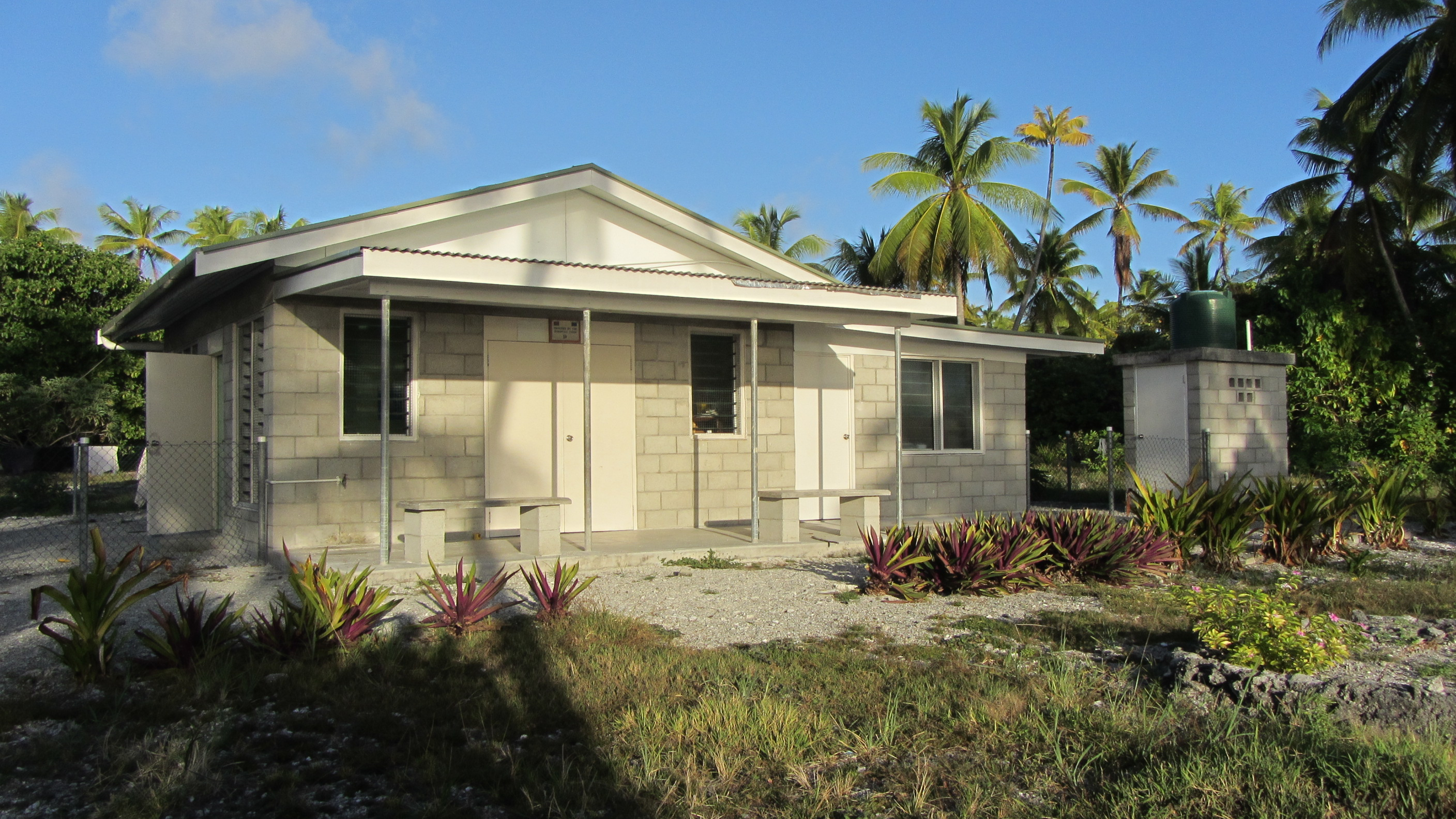
Un centro médico ambulatorio en Kiribati

Las islas Gilbert, donde vive el 90% de la población de Kiribati con una superficie de unos 281 kilómetros cuadrados ostentan una de las densidades de población más altas del Pacífico, rivalizando, sin necesidad de edificios altos y en algunas islas con ciudades como Hong Kong o Singapur. Esta superpoblación produce una gran contaminación, empeorando la calidad y duración de la vida. Debido a la insuficiencia de los sistemas de saneamiento y filtración de agua, agravada por la fragilidad de la lente acuífera de los atolones y por el cambio climático, sólo alrededor del 66% tiene acceso a agua limpia. Las enfermedades transmitidas por el agua crecen a niveles récord en todas las islas. El saneamiento deficiente ha provocado un aumento de los casos de conjuntivitis, diarrea, disentería e infecciones fúngicas. Kiribati es el tercer país con mayor prevalencia de tabaquismo del mundo, con un 54-57% de fumadores. Debido a ésta y otras "enfermedades del estilo de vida", como la diabetes de tipo 2, se ha producido un drástico aumento de las amputaciones en las islas, que se han duplicado en pocos años.
Como consecuencia, la población de Kiribati tiene una esperanza de vida al nacer bastante baja, de 68,46 años. Aunque este dato sea de sólo 66,9 años, proporcionado en otro lugar, Kiribati ocupa el último lugar en esperanza de vida de las 20 naciones de Oceanía. Esta esperanza de vida es de 64,3 años para los hombres y de 69,5 años para las mujeres, y hay una tasa de mortalidad infantil de 41 muertes por cada 1000 nacidos vivos[12]. La tuberculosis tiene una pequeña presencia en el país, con 365 casos por cada 100 000 habitantes al año. El gasto público en salud fue de 268 dólares per cápita (PPA) en 2006. En 1990-2007, había 23 médicos por cada 100.000 personas. Desde la llegada de médicos cubanos en 2006, la tasa de mortalidad infantil ha disminuido significativamente.

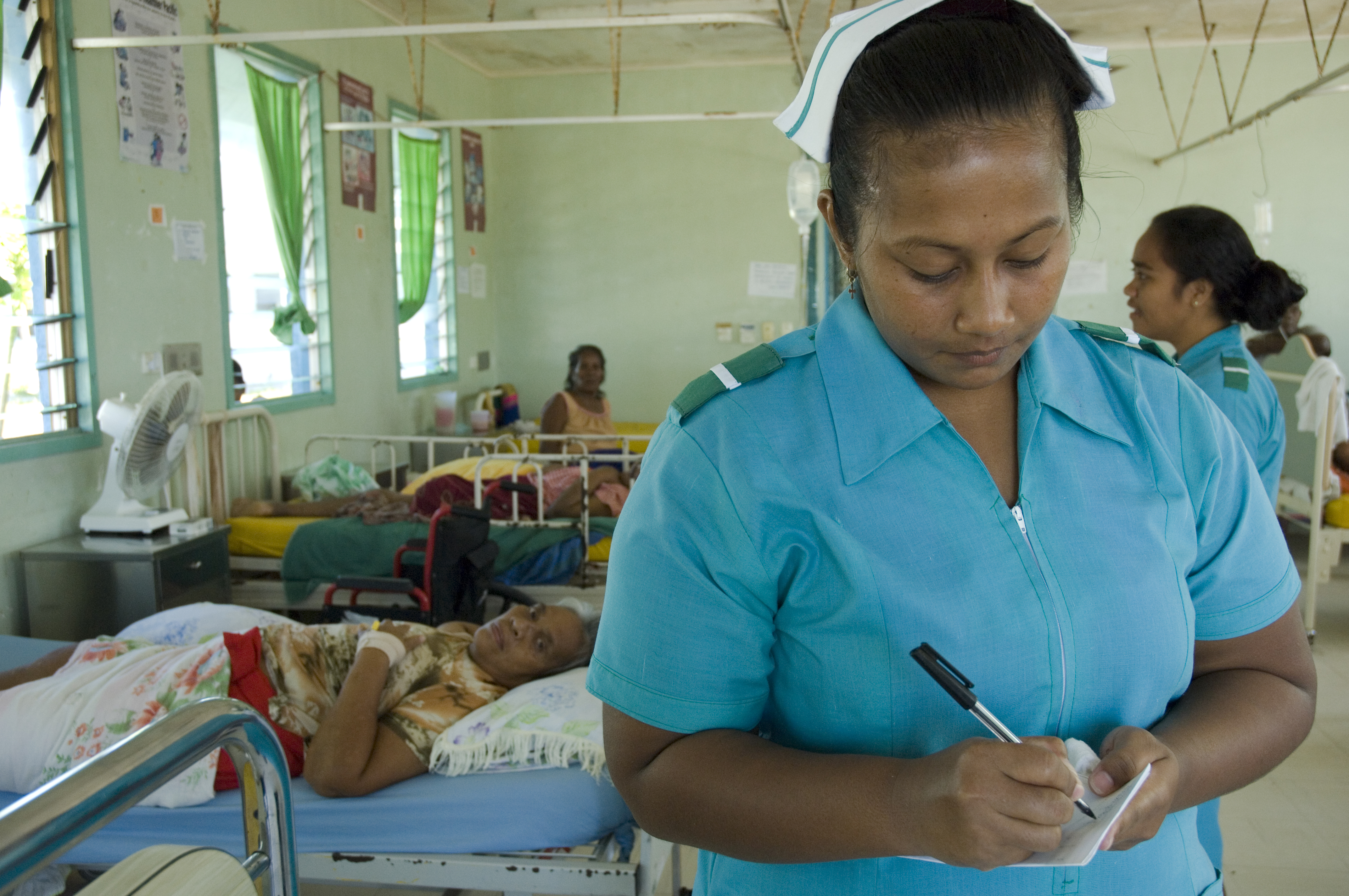
Enfermeras y pacientes en un Hospital de Tarawa del Sur, en el Atolón de Tarawa

La mayoría de los problemas sanitarios están relacionados con el consumo de marisco semicrudo, las limitadas instalaciones de almacenamiento de alimentos y la contaminación bacteriana de los suministros de agua dulce. A principios de la década de 2000, entre el 1 y el 7% de la población, dependiendo de la isla, recibía tratamiento anual en un hospital por intoxicación alimentaria. La modernización y los intercambios culturales de finales del siglo XX trajeron consigo nuevos problemas de dieta y estilo de vida poco saludables, tabaquismo excesivo, especialmente entre los jóvenes, e infecciones externas, incluido el VIH/sida.
El agua dulce sigue siendo una preocupación de Kiribati: durante la estación seca (Aumaiaki), se perfora para obtener agua en lugar de utilizar depósitos de agua de lluvia. En los últimos años, la temporada de Aumaikai ha sido más larga de lo habitual, lo que ha obligado a perforar pozos de agua subterránea. Esto ha introducido enfermedades transmitidas por el agua, agravando los problemas sanitarios en Kiribati.
La Iniciativa para la Medición de los Derechos humanos considera que Kiribati cumple el 77,2% de lo que debería cumplir en materia de derecho a la salud en función de su nivel de ingresos. En cuanto al derecho a la salud de los niños, Kiribati alcanza el 93,8% de lo esperado en función de sus ingresos actuales. En cuanto al derecho a la salud de la población adulta, el país alcanza el 92,2% de lo esperado en función de su nivel de renta. Kiribati se encuentra en la categoría de "muy mal" en la evaluación del derecho a la salud reproductiva, ya que sólo cumple el 45,5% de lo que se espera de él en función de los recursos (renta) de que dispone.

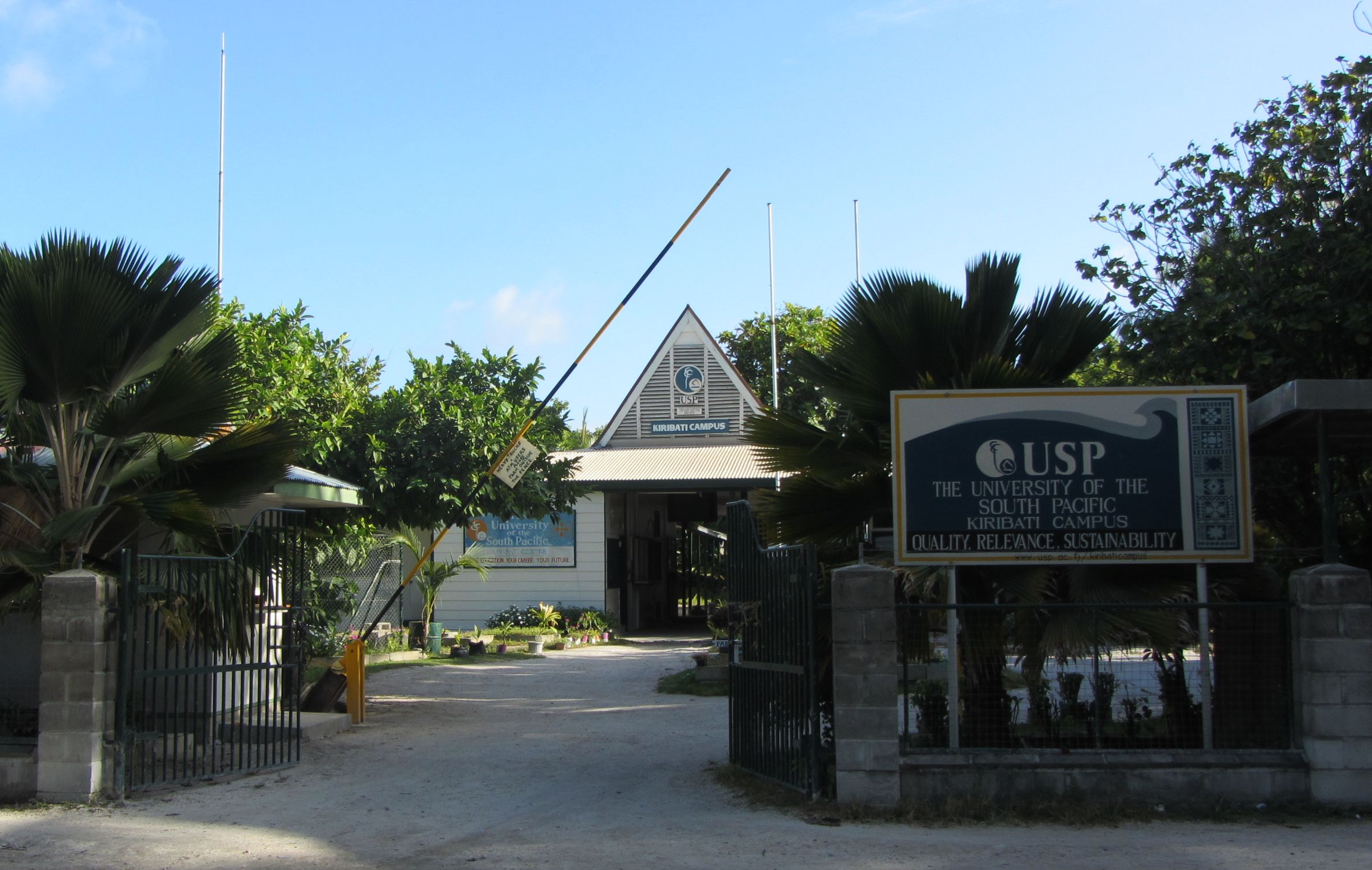
Universidad del Pacífico Sur, Campus de Kiribati

### Educación
La enseñanza primaria es gratuita y obligatoria durante los nueve primeros años, a partir de los 6. Las escuelas de las misiones se están integrando poco a poco en el sistema de enseñanza primaria del gobierno. La enseñanza superior está en expansión; los estudiantes pueden cursar estudios técnicos, de magisterio o de marina, o estudiar en otros países. La mayoría de los que optan por esta última opción han ido a Fiyi para cursar estudios en la Universidad del Pacífico Sur, y los que desean completar su formación médica han sido enviados a Australia, Nueva Zelanda o Cuba.
El sistema educativo está organizado de la siguiente manera
- Preescolar para niños de 1 a 5 años;Estudiantes de una Escuela Secundaria en Bikenibeu, Kiribati

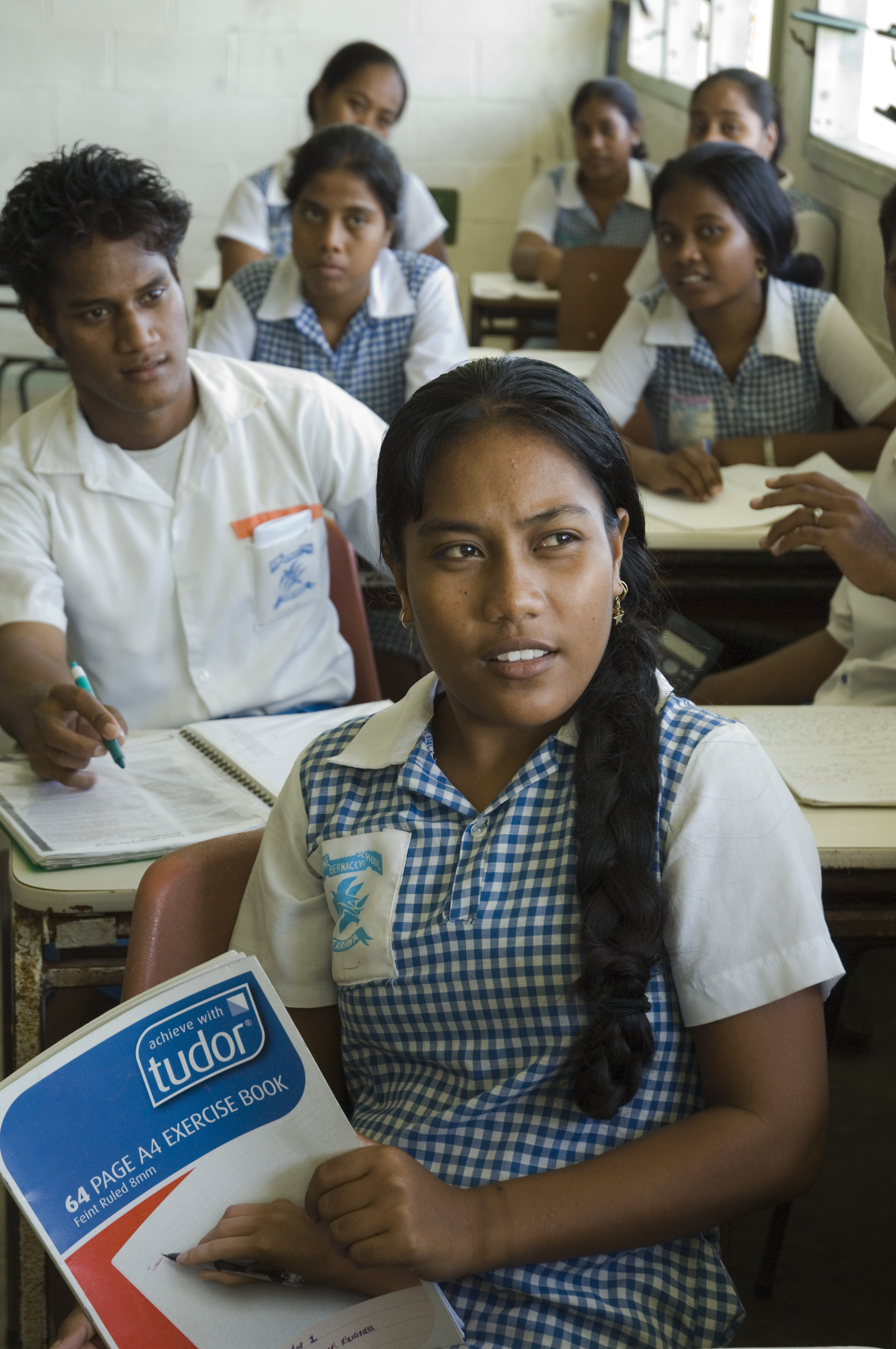
Estudiantes de una Escuela Secundaria en Bikenibeu, Kiribati

- Escuela primaria (Clase 1 a 6) de 6 a 11 años;
- Primer ciclo de secundaria (cursos 1 a 3), de 12 a 14 años;
- Senior secondary school (Form 4 to 7) de 15 a 18 años.

El Ministerio de Educación de Kiribati es el responsable de la educación. Los institutos públicos son el King George V and Elaine Bernacchi School, el Tabiteuea North Senior Secondary School y el Melaengi Tabai Secondary School. Trece institutos están gestionados por iglesias cristianas.
La Universidad del Pacífico Sur tiene un campus en Teaoraereke para el aprendizaje a distancia/flexible, pero también para ofrecer estudios preparatorios para la obtención de certificados, diplomas y títulos en otros campus.
Las otras escuelas destacadas de Kiribati son:
- el Centro de Formación Marina de Betio
- el Instituto de Tecnología de Kiribati
- el Centro de Formación Pesquera de Kiribati
- la Escuela de Enfermería de Kiribati
- la Academia de Policía de Kiribati;
- la Escuela de Magisterio de Kiribati.[107]

## Comunicaciones y medios de comunicación
La remota ubicación de las islas en el Pacífico Central, aproximadamente en la Línea Internacional de la Fecha y a cientos de kilómetros al norte y al sur del ecuador, ha hecho que las comunicaciones entre ellas siempre hayan sido difíciles y se hayan llevado a cabo principalmente por radio y prensa escrita. TV Kiribati Ltd, propiedad del gobierno, funcionó entre 2004 y mediados de 2012, pero no podía llegar a todas las islas. Radio Kiribati, con sede en Tarawa y operada por la Autoridad de Radiodifusión y Publicaciones (BPA) del gobierno en 1440 kHz AM, es el único medio de comunicación de masas que llega a todas las islas principales. Las horas de emisión son limitadas y los contenidos locales en gilbertés se complementan con resúmenes en inglés y las noticias de la BBC. La BPA y una emisora privada también gestionan emisoras de FM accesibles en Tarawa.
Durante muchos años, las comunicaciones entre las islas se basaron en una red centralizada de radio de onda corta operada por Telecom Services Kiribati, Ltd (TSKL), con sede en la sede del Consejo de cada isla. Numerosos problemas, como la baja disponibilidad, el mantenimiento, la privacidad y el hecho de que sólo hubiera una por isla, llevaron a TSKL a adoptar la telefonía por satélite. Sin embargo, el sistema es más caro y sigue estando ubicado únicamente en la sede del Consejo.
Los semanarios impresos en gilbertés incluyen el Te Uekara, publicado por el Gobierno, el Te Mauri, publicado por la Iglesia Protestante de Kiribati, y el Kiribati Independent, publicado desde Auckland, así como el Kiribati Newstar, publicado en inglés.
En diciembre de 2019, SpaceX lanzó el satélite de banda ancha Kacific1 que proporciona un servicio móvil y de banda ancha de 100 Mbits/s a 25 países de toda la región de Asia-Pacífico, incluido Kiribati. Tres de los 56 haces puntuales del satélite proporcionan cobertura solapada de las islas Gilbert y Tuvalu; sin embargo, las regiones más orientales del país, las islas Fénix y Line, quedan fuera de la cobertura del satélite.
El sistema de cable Southern Cross NEXT, que entró en servicio en julio de 2022, conecta Estados Unidos con Australia y proporciona servicio a la parte oriental de Kiribati (isla Kiritimati) a través del ramal Kiritimati de 377 km (234 millas) con un par de fibras. La red, que es una mejora del cable Southern Cross existente, también conecta con Samoa, Fiyi y Nueva Zelanda.
En junio de 2021, se canceló la contratación del sistema de cable de Micronesia Oriental, respaldada por el Banco Mundial, debido a problemas de seguridad. El sistema submarino de fibra óptica, que se habría originado en Guam, estaba "diseñado para mejorar las comunicaciones en las naciones insulares de Nauru, Kiribati y los Estados Federados de Micronesia (EFM)". En enero de 2023, los ministros de las tres naciones insulares del Pacífico firmaron un comunicado conjunto para seguir adelante con el proyecto paralizado. Financiado por Estados Unidos, Japón y Australia, el proyecto está valorado en 70 millones de dólares. A principios de 2023, se informó de que Kiribati se convirtió en la primera nación insular del Pacífico en recibir servicios de internet de alta velocidad de Starlink.

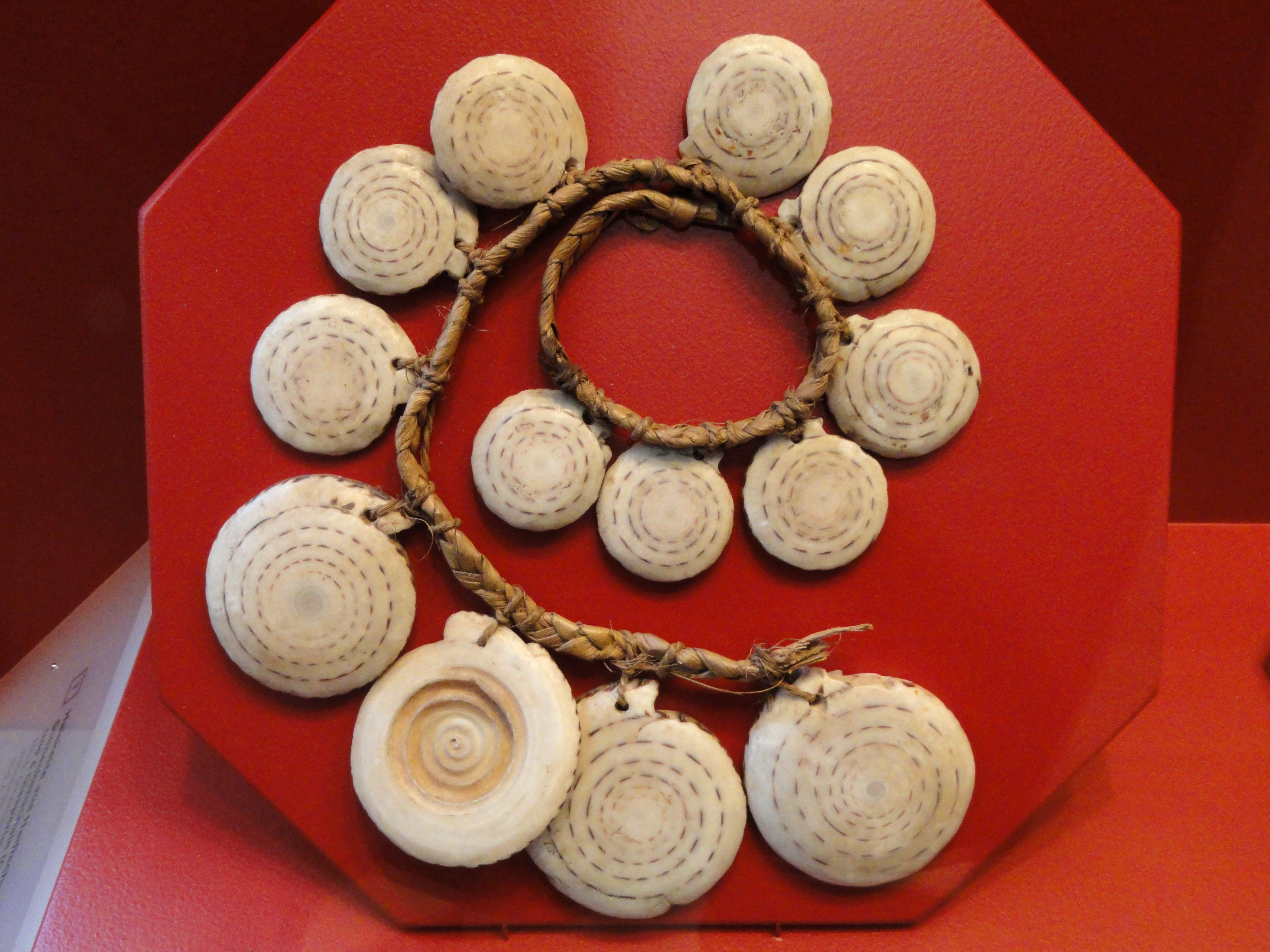
Adorno de danza de concha de caracol y cuerda de hojas de pandanu de Kiribati que datan de 1891

## Cultura
La cultura de las Islas Gilbert es compleja y diversa, pero se pueden encontrar similitudes entre los 33 atolones que conforman el grupo.

### Maneaba
La maneaba o mwaneaba es el centro de la aldea. Detrás de la canoa de guerra, la maneaba es la "pieza maestra" de la cultura gilbertesa. Igual que las casas, tiene forma rectangular. El arquitecto de la maneaba es, generalmente, un anciano quien aprendió su oficio gracias a la experiencia y tradiciones en su familia. A este anciano también se lo podría considerar como un brujo, ya que la construcción de la maneaba requiere una invocación al espíritu llamado Anti. La maneaba se adapta bien al clima de la isla y a su función. El techo está sostenido por columnas de piedra a la altura del hombro.

### Danzas tradicionales
La danza de Kiribati incluye varios estilos propios del país insular. La singularidad de la danza kiribatí, comparada con otras formas de danza de las islas del Pacífico, es su énfasis en los brazos extendidos del bailarín y el repentino movimiento de la cabeza en forma de pájaro. El pájaro fragata (Fregata minor) de la bandera de Kiribati hace referencia a este estilo de danza. La mayoría de las danzas se bailan de pie o sentado, con movimientos limitados y escalonados.

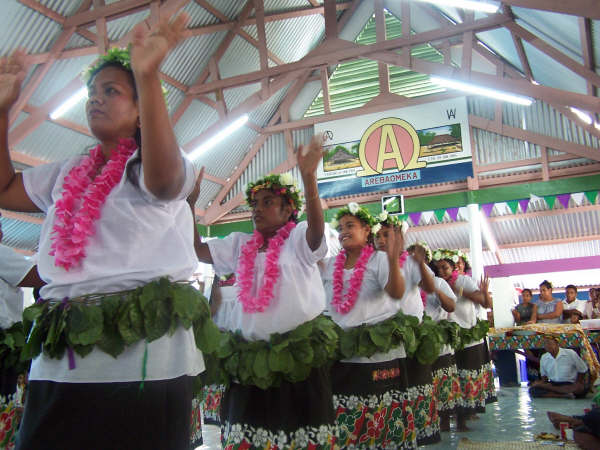
Danza de bienvenida en el Aeropuerto Internacional Bonriki.

En 1963, Gerd Koch filmó en Tabiteuea las danzas y canciones tradicionales de la serie ruoia: el kawawa, la canción y danza introductorias; el kamei con un líder de danza, el wan tarawa y el kabuakaka; y una canción y danza bino completa con movimientos de brazos acompañantes. Koch también filmó la canción y la danza del estilo kamei de la serie de danzas ruoia en Onotoa y la danza de pie del estilo batere acompañada por un coro de hombres y mujeres y por golpes de tambor. En Nonouti, Koch filmó la danza del bastón del estilo tirere.
La danza kiribatiana puede clasificarse en ocho estilos principales. Cada uno incorpora movimientos similares a los de los pájaros, pero las diferencias radican en el vestuario, el sexo del bailarín, el número de bailarines, la música de acompañamiento y la posición y el movimiento del bailarín o bailarines.
Una de las formas más antiguas es la Ruoia. Este estilo requiere que el bailarín o bailarines se muevan al compás de un coro de cantantes situados detrás. Te Ruoia suele tener tres versos, cada uno cantado con un tempo creciente. Dentro de la rouia hay tres formas sutiles: te kemai (interpretada normalmente por hombres), te kabuti (interpretada sólo por mujeres) y la tercera es exclusiva del atolón de Abemama, donde está muy estilizada. Se llama te wa ni banga. El origen musical de esta forma de danza no está claro.
La danza más practicada en la Kiribati contemporánea es el Kaimatoa, que significa literalmente la danza de la fuerza. Esta danza pone a prueba la resistencia física del bailarín para estirar los brazos durante largos periodos, pero también su resistencia emocional. La música y el ritmo suelen ser muy emotivos y no es raro ver a bailarines llorar durante la danza. El kaimatoa puede ser interpretado por hombres, mujeres y niños.

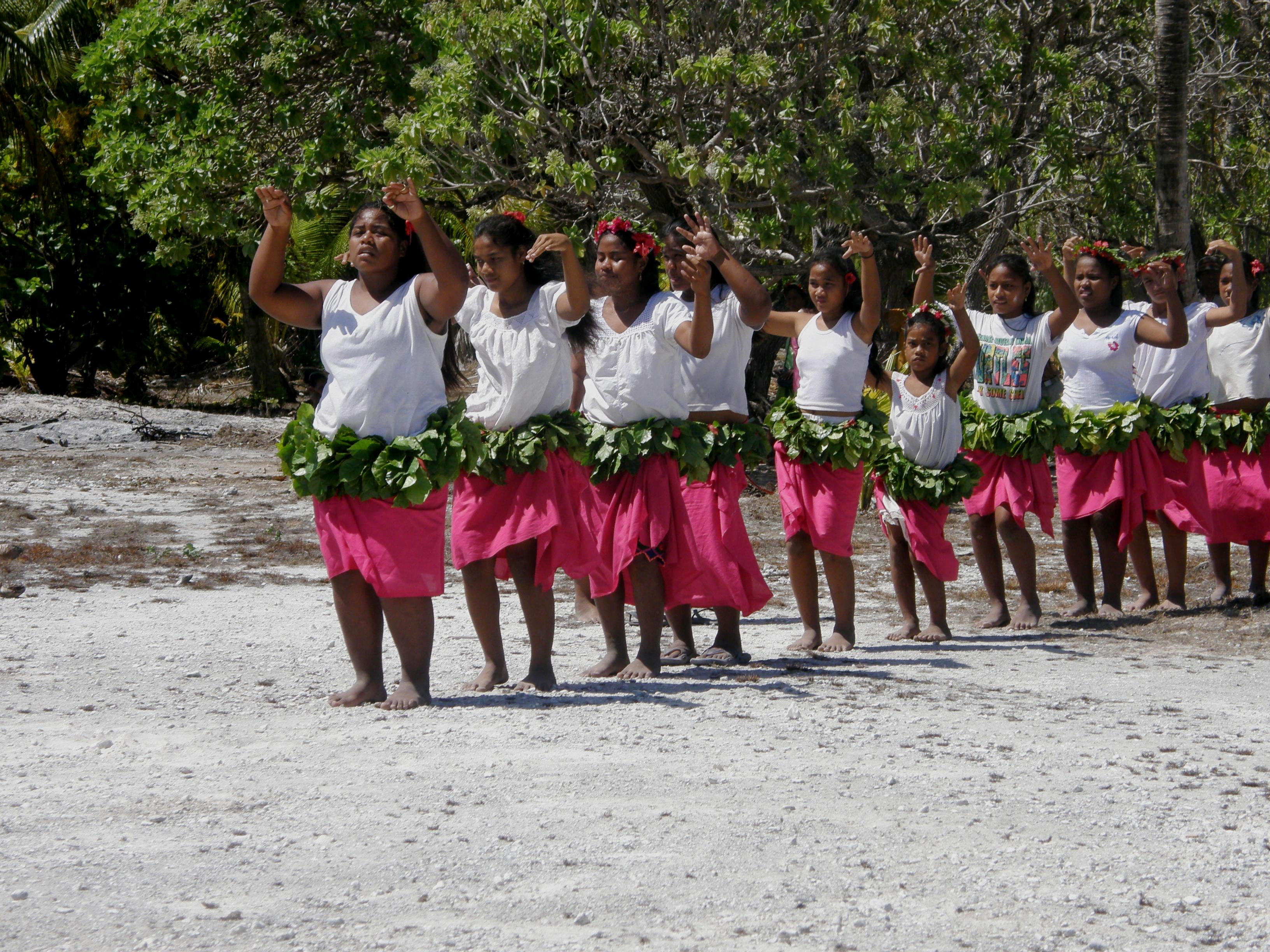
Baile tradicional de la isla de Kuria

Otra forma relativamente moderna dentro de la historia de la danza de Kiribati es el buki. El buki es originario de las islas septentrionales del grupo Gilbert (Butaritari y Makin). Sin embargo, se baila ampliamente en todas las islas. Sólo lo bailan las mujeres y requiere que la bailarina lleve una falda muy gruesa y pesada hecha de piñas de coco recién brotadas, hervidas y ablandadas (te kakoko). La falda puede pesar hasta diez kilos (22 libras) y generalmente llega hasta la espinilla. Al igual que en otras formas de danza del Pacífico, como el hura tahitiano, el buki enfatiza el movimiento de las caderas. Por lo general, se exige al bailarín que muestre desenvoltura, como si el torso y las caderas estuvieran desconectados. Por lo tanto, el torso y los hombros deben mantenerse lo más quietos posible y el movimiento de las caderas debe ser grácil y asemejarse al movimiento del agua.
La única danza que utiliza un tipo de instrumento de percusión es el tirere (pronunciado seerere). El tirere suele ser interpretado por un grupo de diez a veinte bailarines emparejados. Cada bailarín tiene un palo de un pie de largo que golpea al compás de la canción para crear un ritmo. En la Kiribati contemporánea, el tirere apenas se interpreta.
Esta forma de danza se basa en el ritmo y la sincronización. El te rebwe se baila con palmas y pasos, con o sin instrumento musical. Una forma estilizada de esta danza se llama recientemente te taubati. Sin embargo, la forma original de te rebwe se había desviado para enfatizar los movimientos de guerra y lucha y se conoció como te kabuti. No debe confundirse con el te kabuti original, interpretado por mujeres. Se trata de una danza de guerra y suele interpretarse para demostrar pacíficamente estilos de artes marciales tradicionales.
Sonreír mientras se baila, como en el hula hawaiano moderno, se considera vulgar en el contexto de la danza kiribatiana. Esto se debe a que, por tradición, la danza kiribatiana no era sólo una forma de entretenimiento, sino también un tributo a espíritus particulares, la unificación de dos clanes (kainga), una forma de narración oral y simplemente la exhibición de la habilidad, belleza y resistencia del bailarín.

### Gastronomía
Tradicionalmente, la dieta básica de los i-kiribati era la abundancia de marisco y cocos. Las fuentes de carbohidratos a base de almidón no abundaban debido al clima hostil de los atolones, y sólo los más septentrionales eran viables para una agricultura constante. El bwabwai, cultivo nacional, sólo se comía en celebraciones especiales junto con la carne de cerdo.
Para complementar el escaso consumo de hidratos de carbono de su dieta, los kiribati procesaban la savia y el fruto de los abundantes pandanos y cocoteros para elaborar diferentes bebidas y alimentos, como te karewe (savia fresca diaria del cocotero) o te tuae (pastel de pandano seco) y te kabubu (harina de pandano seca) a partir de la pulpa del fruto del pandano y te kamaimai (sirope de savia de coco) a partir de la savia de coco.
Después de la Segunda Guerra Mundial, el arroz se convirtió en un alimento básico diario en la mayoría de los hogares, lo que sigue siendo el caso hoy en día. La mayoría del marisco, sobre todo el pescado, se come al estilo sashimi con aderezos a base de savia de coco, salsa de soja o vinagre, a menudo combinados con guindillas y cebollas.
Los cangrejos de coco y de fango se dan tradicionalmente a las madres lactantes, con la creencia de que su carne estimula la producción de leche materna de alta calidad.

## Deportes

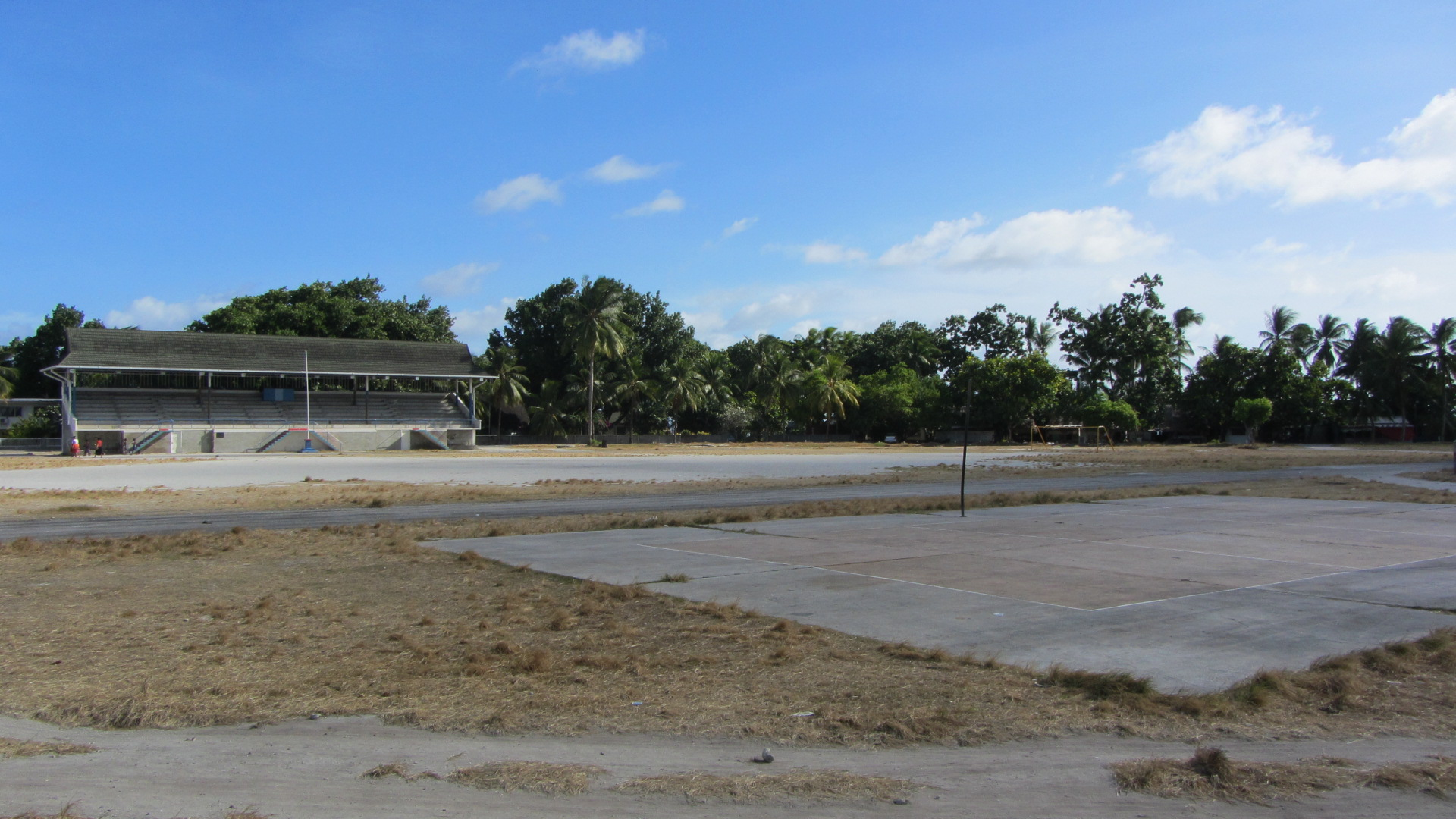
Estadio Nacional Bairiki, en Tarawa.

Kiribati ha participado en los Juegos de la Mancomunidad desde 1998 y en los Juegos Olímpicos de Verano desde 2004. Llevó tres atletas a sus primeras olimpiadas, dos corredores y un halterófilo. Kiribati ganó su primera medalla en los Juegos de la Mancomunidad de 2014 cuando el halterófilo David Katoatau ganó el oro en la categoría de 105 kg.
El fútbol es el deporte más popular. La Asociación de Fútbol de Kiribati es un miembro asociado de la OFC, aunque no pertenece a la FIFA. La selección de fútbol de Kiribati ha jugado diez partidos, habiendo perdido todos. Siempre han sido en los Juegos del Pacífico desde 1979 hasta 2011. El estadio de fútbol más importante de Kiribati es el Estadio Nacional Bairiki, que cuenta con un aforo de 2500 espectadores.
El campo de fútbol de Betio es la sede de varios equipos deportivos locales.